# Guerre de Croatie
Guerres de Yougoslavie
La guerre de Croatie est un élément marquant de la dislocation de la Yougoslavie qui scelle l'effondrement de la république fédérative socialiste de Yougoslavie. Elle s'est déroulée du 17 août 1991 au 12 novembre 1995. Elle oppose la Croatie, qui a proclamé son indépendance le 25 juin 1991 à l'Armée populaire yougoslave (JNA) y compris la marine militaire yougoslave (JRM) sous le contrôle du gouvernement fédéral de Belgrade. Ce dernier ne contrôlait plus, à ce moment, que la Serbie, le Monténégro et des Serbes de Bosnie-Herzégovine et de Croatie : selon son point de vue, la république socialiste de Croatie avait « fait sécession » tandis que du point de vue croate, il s'agit d'une guerre d'indépendance, également désignée par les expressions guerre patriotique (Domovinski rat) ou agression de la Grande Serbie,». Dans les sources serbes, on parle de guerre en Croatie (Rat u Hrvatskoj).
Au début, la guerre oppose des civils : les forces de police croates et des milices serbes vivant dans la république socialiste de Croatie, qui veulent rester au sein de la Yougoslavie. Comme la JNA est de moins en moins communiste et fédérale, et de plus en plus nationaliste serbe, de nombreuses unités de cette dernière assistent les milices serbes combattant en Croatie,,.
Puis la JNA tente de mettre fin à la sécession de la Croatie en envahissant son territoire tandis que la JRM bloque les côtes et mine certains chenaux ou ports,. L'échec de ce projet pousse les forces serbes à conquérir en Croatie le maximum de territoires ayant une majorité ou une forte minorité serbe,,, et à y établir la république serbe de Krajina (RSK). Ceci, joint à la fondation d'une entité similaire en Bosnie-Herzégovine, sera interprété par les Croates et les Bosniaques comme une volonté de créer une « Grande Serbie » à leur détriment. En 2007, le Tribunal pénal international pour l'ex-Yougoslavie (TPIY) condamnera Milan Martić, un des dirigeants serbes en Croatie, pour ses liens avec Slobodan Milošević en vue de créer un « État serbe unifié ». À la fin de l'année 1991, la majeure partie de la Croatie est touchée par la guerre, avec de nombreuses villes et villages lourdement endommagés par les combats et le reste faisant face à l'afflux de centaines de milliers de réfugiés. Les indépendantistes croates cherchent des appuis en Europe où nombre d'entre eux ont émigré notamment en Allemagne qui compte déjà des minorités slovène, croate, bosniaque ou encore serbe, datant de l'ex RDA. 
A la fin de l'année 1991 un accord est trouvé à Bruxelles entre les ministres des affaires étrangères des Douze Etats Membres de la Communauté Economique Européene (CEE) : 
- Les anciennes républiques yougoslaves qui souhaitent voir leur indépendance reconnue, doivent démontrer respecter leurs frontières administratives préexistantes (uti possidetis juris), et doivent organiser un référendum recueillant une majorité claire des voix mais doivent également offrir des garanties suffisantes pour la protection des minorités sur leur territoire. Si la Slovénie remplit ces deux critères, en Croatie, la protection de la population serbe est alors jugée insuffisante.
- Les républiques auront néanmoins jusqu'au 23 décembre 1991 pour demander à être reconnues, si elles remplissent les critères exigés par la CEE, comme le respect des Droits de l'Homme ou des droits des Minorités. Si tel est le cas, leur reconnaissance sera automatique.

L’Allemagne reconnaît ainsi avant les autres Etats Membres de la CEE la Croatie comme État indépendant aux côtés de la Slovénie le 23 décembre 1991. 
En janvier 1992, un cessez-le-feu est conclu et la Croatie est reconnue par le reste de la communauté internationale,. Les lignes de front se stabilisent, la Force de protection des Nations unies (UNPROFOR) est déployée et les combats n'éclateront plus que de façon sporadiques les trois années suivantes. La RSK contrôle alors 13 913 kilomètres carrés, c'est-à-dire un quart de la Croatie.
En 1995, la Croatie lance deux offensives majeures, les opérations Éclair et Tempête,, qui lui permettent de reconquérir les territoires qui ne sont pas sous son contrôle, mettant ainsi fin à la guerre en sa faveur. 
L'Administration transitoire des Nations unies pour la Slavonie orientale, la Baranja et le Srem occidental (UNTAES) est pacifiquement réintégrée au sein de la Croatie en 1998,. 
Au sujet des crimes de guerre commis par les Croates pendant cette offensive, la cour d'appel du TPIY, le 16 novembre 2012, jugera non coupables de toutes les charges pesant contre les généraux croates Ante Gotovina et Mladen Markač (en), cassant ainsi le verdict de première instance selon lequel ils auraient fait partie d'un groupe militaire et politique croate dont l'objectif aurait été d'expulser les Serbes de Krajina[Lequel ?] hors de Croatie en août 1995.
Cependant, la plus grande partie de la Croatie est dévastée, avec un quart de son économie détruite, et l'ONU estime les dégâts à environ 37 milliards de dollars. Le nombre de morts est estimé à 20 000 pour les deux camps et il y a eu des réfugiés de chaque côté, les Croates principalement au début de la guerre et les Serbes vers la fin. Depuis lors, la Serbie et la Croatie se sont réconciliées en partie,, mais les blessures de la guerre persistent.

## Contexte

### Montée des nationalismes en Yougoslavie

Croatie
République croate d'Herceg-Bosna
République fédérale de Yougoslavie
République serbe de Bosnie
République serbe de Krajina
République de Bosnie-Herzégovine
Bosnie-Herzégovine
Province autonome de Bosnie occidentale
Macédoine
Slovénie

La guerre en Croatie est le résultat de la montée des nationalismes, qui mène à la dislocation de la république fédérative socialiste de Yougoslavie dès la mort de son charismatique, non aligné mais autoritaire, Josip Broz dit Tito (1892 -1980). La crise s'aggrave avec l'effondrement du Bloc de l'Est à la fin de la Guerre froide, symbolisé par la chute du mur de Berlin en 1989. En Yougoslavie, le parti communiste, officiellement appelé ligue des communistes de Yougoslavie perd sa base idéologique.
Dans les années 1980, les mouvements sécessionnistes albanais au Kosovo et en Serbie entraînent la répression de la majorité albanaise dans les provinces du sud de la Serbie. Les républiques socialistes de Slovénie et de Croatie, plus prospères, aspirent à une plus large décentralisation et à la démocratisation. La Serbie, dirigée par Slobodan Milošević, reste attachée à la centralisation et au pouvoir d'un parti unique, le parti communiste yougoslave. Milošević met d'ailleurs fin à l'autonomie du Kosovo et de la Voïvodine,,.
Comme la Slovénie et la Croatie tentent d'obtenir une plus large autonomie au sein de la fédération, sous la forme d'une confédération ou d'une indépendance complète, les idées nationalistes commencent à se développer au sein des cercles communistes dirigeants. L'accession au pouvoir de Milošević s'asseoit sur des discours en faveur d'une Yougoslavie unifiée où tous les pouvoirs seraient centralisés à Belgrade. Lors de la commémoration du 600e anniversaire de la bataille de Kosovo Polje le 28 juin 1989, il avance que si les « batailles et les querelles » actuelles sont pacifiques, la possibilité qu'elles deviennent violentes n'est pas exclue. La situation politique s'aggrave lorsque le futur président du parti radical serbe, Vojislav Šešelj, visite les États-Unis en 1989 et reçoit le titre honorifique de voïvode (duc) des mains de Momčilo Đujić, un chef des Chetniks de la Seconde Guerre mondiale au cours d'une commémoration de la bataille de Kosovo Polje. Des années plus tard, le chef des Serbes de Croatie, Milan Babić, assure que Momčilo Đujić a financièrement soutenu les Serbes de Croatie dans les années 1990.
En mars 1989, la crise redouble d'intensité après l'adoption d'amendements à la constitution serbe, qui permettent au gouvernement serbe de reprendre le contrôle total des provinces autonomes du Kosovo et de Voïvodine. Jusqu'à présent, certaines décisions politiques sont prises au sein de ces provinces et elles disposent du droit de vote à l'élection du président de la république fédérative socialiste de Yougoslavie (six voix pour les différentes républiques et deux pour les régions autonomes). La Serbie, gouvernée par Slobodan Milošević obtient trois des huit voix et la quatrième est celle du Monténégro dont le gouvernement a échappé à un coup d'État en octobre 1988 mais est tombé en janvier 1989. Une fois acquis le contrôle par la Serbie de quatre des huit votes fédéraux, elle est en mesure de bloquer les décisions n'allant pas dans son sens et rend le système administratif inefficace. Cette situation énerve les autres républiques (Slovénie, Croatie, Bosnie-Herzégovine et Macédoine) qui appellent à une réforme de la fédération yougoslave.

### Changements électoraux et constitutionnels
L'affaiblissement du régime communiste permet aux divers nationalismes de renforcer leur influence politique y compris au sein de la ligue des communistes de Yougoslavie. En 1989, les partis politiques sont autorisés et beaucoup sont créés dont l'Union démocratique croate (croate : Hrvatska Demokratska Zajednica) (HDZ), menée par Franjo Tuđman, qui deviendra par la suite le premier président de la république de Croatie. Tuđman réalise des visites à l'étranger à la fin des années 1980 pour gagner le soutien de la diaspora croate.
En janvier 1990, la ligue des communistes se divise sur la question des républiques autonomes. Au cours du 14e congrès extraordinaire de la ligue des communistes de Yougoslavie, le 20 janvier 1990, les différentes délégations ne peuvent s'accorder sur les principaux problèmes au sein de la fédération. Les délégations croates et slovènes demandent la mise en place d'une fédération plus souple mais cette idée est rejetée par la délégation serbe menée par Milošević. En conséquence, les délégués croates et slovènes quittent le congrès,.
| |  |  |
| Les présidents Franjo Tuđman et Milan Kučan instaurent une économie de marché et mettent en place des réformes politiques, en sortant la Croatie et la Slovénie de la Yougoslavie |  |  |

En février 1990, Jovan Rašković (en) fonde le Parti démocrate serbe (SDS) à Knin. Son programme avance que « la division régionale de la Croatie était obsolète » et qu'« elle ne correspondait pas aux intérêts du peuple serbe ». Le parti souhaite un redécoupage des subdivisions pour correspondre à la composition ethnique des zones et revendique le droit des territoires possédant une « composition ethnique spéciale » à devenir autonomes. Ce programme fait écho à la position de Milošević qui veut redessiner les frontières intérieures de la Yougoslavie pour permettre à tous les Serbes de vivre au sein d'un même pays. Les dirigeants les plus influents du SDS sont Milan Babić et Milan Martić qui deviennent des officiels de haut rang au sein de la république serbe de Krajina (RSK). Au cours de son procès, Babić avance qu'il a été la victime de la propagande de Belgrade visant à démontrer que les Serbes de Croatie sont menacés de génocide par la majorité croate. Le 4 mars 1990, 50 000 Serbes se rassemblent à Petrova Gora pour soutenir Milošević et s'opposer à Tuđman et aux autres Croates,.
Les premières élections libres en Croatie et en Slovénie sont prévues quelques mois plus tard. Le premier tour des élections en Croatie a lieu le 22 avril et le second le 6 mai. Le HDZ base sa campagne sur la question d'une plus grande autonomie pour la Croatie en s'opposant à l'idéologie centraliste yougoslave, alimentant le sentiment au sein de la population croate que seul le « HDZ pouvait protéger la Croatie des aspirations de Slobodan Milošević en vue de créer une Grande Serbie ». Il remporte les élections (suivi par les communistes réformés du Parti social-démocrate de Croatie d'Ivica Račan) et doit mettre en place un nouveau gouvernement croate.
L'atmosphère est électrique en 1990, particulièrement dans la période précédant les élections. Le 13 mai 1990, un match de football est organisé à Zagreb entre le Dinamo Zagreb et l'Étoile rouge de Belgrade. Le match dégénère en émeute entre les supporters et la police.
Le 30 mai 1990, le nouveau parlement croate tient sa première session. Le président Tuđman annonce la rédaction d'une nouvelle constitution (ratifiée à la fin de l'année) et des changements économiques, politiques et sociaux. La minorité serbe s'inquiète pour ses droits dans ce nouvel État à majorité croate. En 1991, elle représente 12,2 % de la population mais est sur-représentée dans les postes administratifs dont la police : 17,7 % sont Serbes. Cette proportion encore plus importante lors des années précédentes a créé le sentiment que les Serbes sont les gardiens du régime communiste. Après l'accession au pouvoir du HDZ, certains Serbes employés dans la police et l'administration sont remplacés par des Croates.
D'après le recensement de 1991 en Croatie, le pourcentage de personnes se déclarant serbes est de 12 % contre 78 % se déclarant croates. Le 22 décembre 1990, le parlement de Croatie ratifie la nouvelle constitution qui fait évoluer le statut des Serbes de "composante de la nation" à "minorité nationale". Cette décision alimente l'extrémisme des Serbes de Croatie car elle semble renier les droits qui leur avaient été accordés par la précédente constitution socialiste. Cependant la constitution définit la Croatie comme l'"État national des Croates et un État des membres d'autres nations et des minorités qui sont ses citoyens : Serbes […] à qui les mêmes droits sont accordés qu'aux citoyens Croates…".

### Soulèvement populaire et demande d'autonomie

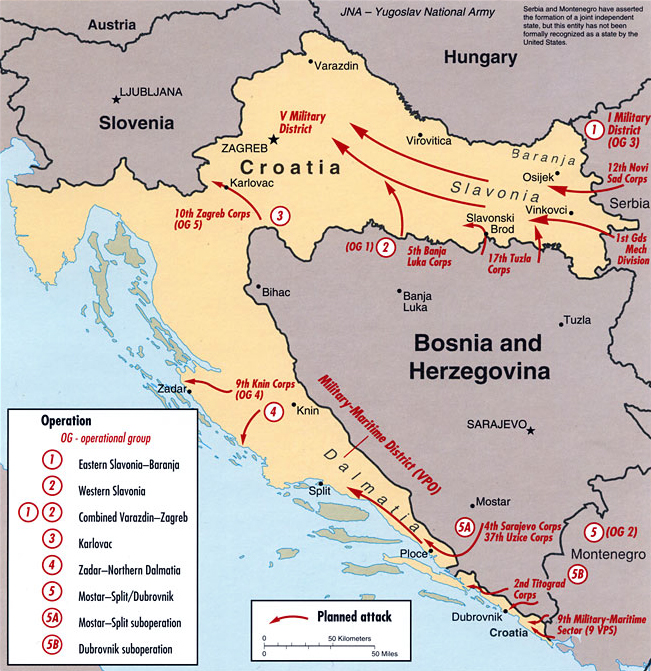
Carte des opérations planifiées par l'Armée populaire yougoslave (JNA) en 1991 telle qu'interprétée par la CIA

Les Serbes de Croatie ne cherchent pas particulièrement l'indépendance avant 1990. Le 25 juillet 1990, une assemblée serbe est établie à Srb (en), au nord de Knin pour représenter cette minorité. L'assemblée déclare la « souveraineté et l'autonomie du peuple serbe en Croatie ». Le 21 décembre 1990, la SAO Krajina est proclamée par les municipalités des régions de Dalmatie du Nord et de Lika dans le Sud-Est de la Croatie. L'article 1 du statut de la SAO Krajina la définissant comme une « forme d'autonomie territoriale au sein de la république de Croatie » où la constitution croate, les lois étatiques et le statut de la SAO Krajina sont conjointement appliquées,.
À la suite de l'élection de Tuđman et la supposée menace de la nouvelle constitution, les nationalistes serbes de la région de Kninska Krajina commencent à mener des opérations militaires contre les représentants du gouvernement croate. Les municipalités serbes locales et le « Conseil national serbe » nouvellement établis contrôlent de plus en plus de territoires qui vont donner naissance au gouvernement de la république serbe de Krajina (RSK).
En août 1990, un référendum, non reconnu, concernant la question de la « souveraineté et de l'autonomie » des Serbes en Croatie est soumis dans les régions à majorité serbe près de la frontière de la Bosnie-Herzégovine. Son objectif est de valider l'opposition à des modifications constitutionnelles. Le gouvernement croate tente d'empêcher la tenue du référendum en envoyant la police dans les commissariats des régions serbes pour saisir les armes[Lesquelles ?]. Lors de la Révolution des Rondins, les Serbes des territoires du Sud de la Croatie près de Knin bloquent les routes vers les zones touristiques de Dalmatie,. Par la suite, lors du procès de Milan Martić, Milan Babić avance qu'il a été trompé par Martić dans le déclenchement de la « Révolution » et que la totalité de la guerre en Croatie est de la responsabilité de Martić et a été orchestrée par Belgrade. Cette affirmation est confirmée par une interview de Martić publiée en 1991. Babić confirme qu'en juillet 1991, Milošević a pris le contrôle de l'armée populaire yougoslave (JNA). Le gouvernement croate répond au blocage des routes en envoyant des unités spéciales de police par hélicoptère sur la zone mais celles-ci sont interceptées par des avions de chasse de l'armée de l'air yougoslave et doivent repartir vers Zagreb. Les Serbes abattent des arbres et utilisent des bulldozers pour bloquer les routes et isoler des villes comme Knin ou Benkovac près de la côte Adriatique. Le 18 août 1990, le journal serbe Večernje novosti écrit que près de « deux millions de Serbes étaient prêts à se rendre en Croatie pour se battre ».
Immédiatement après le référendum sur l'indépendance de la Slovénie et la proclamation de la nouvelle constitution croate, l'armée populaire yougoslave annonce qu'une nouvelle doctrine de défense serait appliquée à travers le territoire. L'ancienne doctrine en vigueur sous Tito qui prévoyait que chaque république maintiendrait une force de défense territoriale (croate : Teritorijalna obrana) (TO) était remplacée par un système de défense centralisé. Les républiques perdraient leur rôle dans les questions de maintien de l'ordre et leur TO seraient désarmées et placées sous le contrôle du quartier-général de la JNA à Belgrade. Dans le cas de la TO croate, cela ne changeait pas grand-chose car la JNA avait déjà confisqué les armes à la veille des élections parlementaires en mai 1990. Un ultimatum est lancé pour demander le désarmement et la dissolution de toutes les forces militaires jugées illégales par les autorités yougoslaves. Comme l'ultimatum initial ne précise pas quelles forces sont illégales, les autorités centrales yougoslaves précisent que la demande vise explicitement les forces armées officielles de Croatie,. Les autorités croates refusent et l'armée yougoslave retire l'ultimatum six jours après son émission,.

## Forces militaires en présence

### Serbes
La JNA trouve son origine dans les organisations de partisans opposés aux forces de l'Axe durant la guerre de résistance de 1941-1945. Le succès des partisans mène la JNA à baser la plus grande partie de sa stratégie sur la guerre de guérilla vis-à-vis soit de l'OTAN ou du Pacte de Varsovie d'autant plus que le manque de matériel la placerait dans une position difficile dans le cas d'un autre type de guerre. Cette approche mène à la mise en place d'un système de défense territoriale.
Sur le papier, la JNA apparaît comme une force puissante avec 2 000 chars et 300 avions à réaction (tous produits localement ou en Union soviétique). Cependant, en 1991, la plupart de ces équipements ont plus de 30 ans et le matériel se compose principalement de chars T-54/55 et d'appareils de type MiG-21. La JNA déploie également environ 300 chars M-84 (une version locale du T-72 soviétique) et un grand nombre d'avions d'attaque au sol tel que les Soko G-4 Super Galeb et les Soko J-22 Orao dont l'armement inclut des missiles guidés AGM-65 Maverick. De même, des équipements rustiques comme les missiles anti-chars AT-5 ou les missiles anti-aériens comme le texte=SA-14 sont disponibles en grand nombre et sont conçus pour détruire des armements bien plus perfectionnés. Avant la guerre, la JNA comptait 169 000 réguliers dont 70 000 officiers. Les combats en Slovénie débouchèrent sur un grand nombre de désertions et l'armée fit appel aux réserves serbes. Environ 100 000 d'entre eux évitent la conscription et les autres se révèlent peu efficaces. La JNA doit donc compter sur les forces paramilitaires. Ces unités paramilitaires comme les Aigles blancs, la Garde serbe, la Dušan Silni et la Garde volontaire serbe qui se distinguent par leurs exactions et les massacres vis-à-vis des Croates et des civils non-Serbes sont de plus en plus utilisées par les forces yougoslaves et serbes,. On peut également citer l'emploi de mercenaires, principalement russes, par la RSK. Avec le retrait des forces de la JNA en 1992, les unités sont réorganisées en tant qu'armée de Serbie Krajina mais celle-ci conserve l'organisation de la JNA,.
En 1991, le corps des officiers de la JNA est dominé par les Serbes et les Monténégrins. Ainsi, 60 % des officiers sont issus de ces deux nationalités même si elles ne représentent que 38 % de la population de la Yougoslavie. En 1991, la JNA reçoit l'ordre de Slobodan Milošević et de Borisav Jović d'« éliminer complètement les Croates et les Slovènes de l'armée ».

### Croates

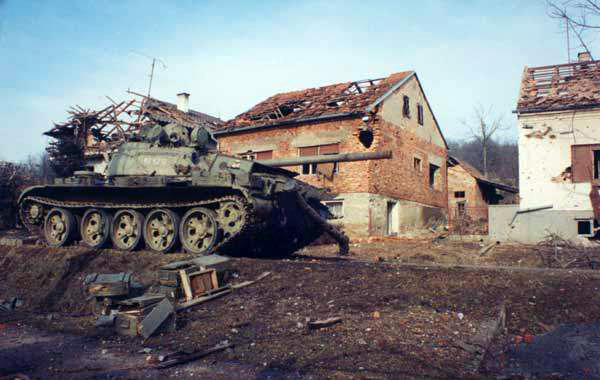
Lors de la bataille des casernes, les Croates s'emparèrent d'équipements militaire qui leur faisait cruellement défaut.

Les forces militaires croates sont dans un bien plus mauvais état que celles des Serbes. Dans les premiers mois de la guerre, le manque d'unités fait que c'est la police croate qui doit combattre. La garde nationale croate (croate : Zbor narodne garde), la nouvelle force croate est formée le 11 avril 1991 et se transforme progressivement en une armée croate (croate : Hrvatska vojska) à partir de mars/avril 1992. L'armement manque cruellement et de nombreuses unités n'ont pas d'armes ou seulement des fusils de la Seconde Guerre mondiale. L'armée croate ne dispose que d'une poignée de chars dont des T-34 issus des surplus de l'après-guerre et ses forces aériennes sont dans un état encore plus dramatique car elles ne comptent que quelques biplans An-2 d'épandage agricole qui ont été convertis en bombardiers artisanaux. Cependant, le moral est très élevé car les soldats défendent leur pays et leurs familles et, combattant dans des territoires familiers, ils se révèlent être une force redoutable,.
En août 1991, l'armée croate possède moins de 20 brigades. Après la mobilisation générale d'octobre, la taille de l'armée passe à 60 brigades et 37 bataillons à la fin de l'année,. En 1991-1992, la Croatie est également soutenue par 456 soldats étrangers, principalement britanniques (139), français (69) et allemands (55). La capture des casernes de la JNA entre septembre et décembre permet de résoudre partiellement la pénurie d'équipement, notamment en récupérant la plupart de l'armement confisqué aux forces de défense territoriale en 1990. En 1995, l'équilibre des forces a significativement évolué. Les forces serbes en Croatie et en Bosnie-Herzégovine sont capables d'aligner environ 130 000 hommes tandis que l'armée croate, le conseil de défense croate (croate : Hrvatsko vijeće obrane) et l'Armée de la république de Bosnie-Herzégovine peuvent déployer environ 250 000 hommes et 570 chars,.

## Déroulement de la guerre

### 1991: Début des hostilités

#### Premiers incidents

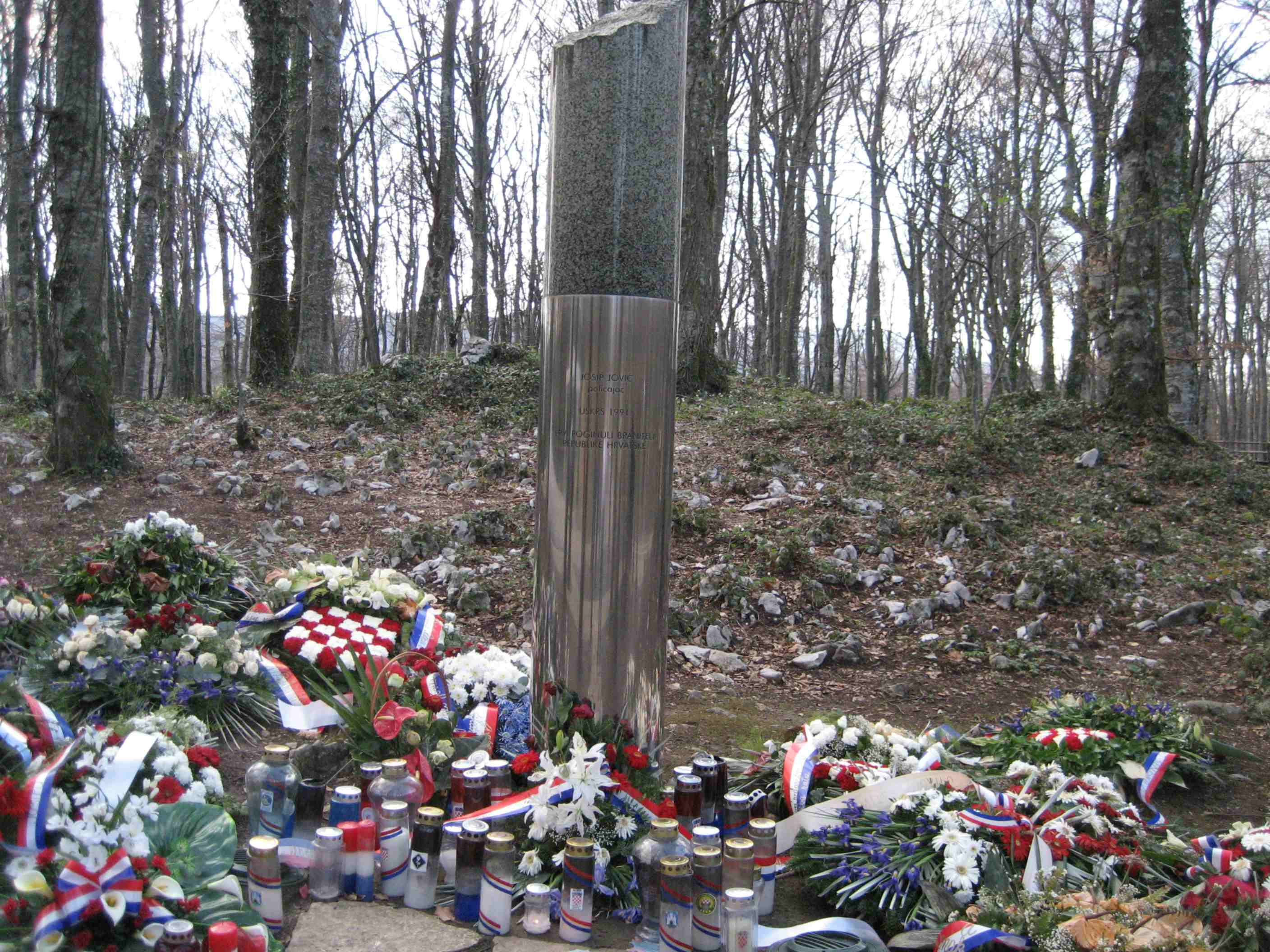
Monument honorant la première victime croate de la guerre, Josip Jović, qui périt lors de l'incident des lacs de Plitvice.

Les tensions inter-ethniques s'accroissent au fur et à mesure que les incidents alimentent les propagandes des deux camps. Les tensions dégénèrent en affrontements armés dans les zones à majorité serbe. Les Serbes mènent une série d'attaques contre les unités de police croates, et plus de 20 personnes sont tuées à la fin du mois d'avril. Josip Jović d'Aržano fut le premier policier tué par les forces serbes lors de l'incident des lacs de Plitvice à la fin du mois de mars 1991,. Finalement, entre août 1990 et avril 1991, près de 200 attentats à la bombe et poses de mines, ainsi que 89 attaques contre la police croate, sont recensées.
En avril, les Serbes de Croatie commencent à former des mouvements de sécession. La question de l'influence du gouvernement serbe de Milošević dans la formation de ce mouvement reste discutée. Puis la république serbe de Krajina est proclamée dans les territoires croates avec une forte population serbe. Le gouvernement croate envoie des unités de police spéciale pour rétablir l'ordre. Le 9 avril 1991, le président croate Tuđman demande que les forces spéciales de policiers soient renommées Zbor Narodne Garde (Garde nationale) ce qui marque le début d'une force armée spécifique à la Croatie. Les nouvelles unités sont présentées lors d'une parade militaire devant le stade Kranjčevićeva à Zagreb, le 28 mai 1991.
Le 15 mai, la Constitution de la Yougoslavie prévoit que le croate Stjepan Mesić devienne le représentant de la présidence tournante de Yougoslavie. La Serbie, soutenue par le Kosovo, le Monténégro et la Voïvodine, dont les votes sont contrôlés par les Serbes, bloque cette nomination, laissant la Yougoslavie sans chef d'État et commandant en chef,. Un nouveau vote deux jours plus tard échoue également. Ante Marković, premier ministre de Yougoslavie, propose la nomination d'un comité possédant les pouvoirs présidentiels. Cependant, cette proposition est immédiatement rejetée par la Croatie car inconstitutionnelle. La crise est résolue au bout de six semaines avec la nomination du Croate Stipe Mesić. Dans le même temps, l'armée fédérale et les forces de défense territoriales restent sous le contrôle des autorités fédérales de Milošević.

#### Déclaration d'indépendance
Le 19 mai 1991, les autorités croates organisent un référendum sur l'indépendance avec l'option de rester au sein d'une Yougoslavie avec une plus large autonomie,. Les autorités locales serbes appellent à un boycott qui est largement suivi par les Serbes de Croatie. 94 % de votants se prononcent en faveur de l'indépendance, la Croatie proclame son indépendance et révoque son appartenance à la Yougoslavie le 25 juin 1991,. 
| 93,24 % | 6,76 % |
| Pour    | Contre |

En parallèle, ce même 25 juin, la déclaration d'indépendance slovène est prononcée, avec un jour d'avance sur les prévisions, afin de prendre de court le pouvoir yougoslave, en faisant front commun avec la Croatie. Cette déclaration est suivie, en juin et juillet 1991, par un court conflit militaire qui se termine rapidement par une conclusion paisible, grâce à l'homogénéité de la population slovène,.
La Commission européenne presse les autorités croates de mettre en place un moratoire de trois mois sur la décision. La Croatie accepte de geler la déclaration pour trois mois ce qui fait provisoirement baisser la pression.

#### Escalade du conflit
En juillet, dans une tentative pour sauver ce qui reste de la Yougoslavie, les forces de la JNA sont impliquées dans des opérations contre les zones à majorité croate. En juillet, les forces de défense territoriales menées par les Serbes commencent à avancer le long de la côte dalmate au cours de l'opération Coast-91. Au début du mois d'août, de larges zones de la Banija avaient été envahies par les forces serbes.
Avec le début des opérations militaires en Croatie, les Croates et de nombreux conscrits serbes commencent à déserter massivement de la JNA comme cela s'est passé en Slovénie,. Les Albanais et les Macédoniens commencent à chercher des moyens légaux pour quitter la JNA ou pour faire leur service en Macédoine ; ces mouvements accroissent encore l'homogénéité ethnique des troupes de la JNA en Croatie.
Un mois après que la Croatie a déclaré son indépendance, l'armée yougoslave et les autres forces serbes contrôlent un peu moins d'un tiers du territoire croate, principalement dans les zones à majorité serbe,. Les forces yougoslaves et serbes possèdent une supériorité en armement et en équipement. Leur stratégie militaire repose sur de larges bombardements d'artillerie souvent sans prendre en compte la présence de civils. Avec la progression des hostilités, les villes de Dubrovnik, Gospić, Šibenik, Zadar, Karlovac, Sisak, Slavonski Brod, Osijek, Vinkovci et Vukovar sont attaquées par les forces yougoslaves,,,. Les Nations unies imposent un embargo sur les armes ; cependant cela n'affecte pas la JNA qui peut compter sur un large arsenal accumulé pendant la Guerre froide mais pose de gros problèmes à la nouvelle armée croate. Le gouvernement croate commence à importer des armes par contrebande,.
| |  |  |
| Destructions dans la rue principale de Dubrovnik (gauche) et carte des tirs d'artillerie dans la ville fortifiée (droite) |  |  |

En août 1991, la ville frontière de Vukovar est attaquée et la bataille de Vukovar commence,. La Slavonie orientale est lourdement touchée tout au long de cette période avec la formation de lignes de front autour d'Osijek et de Vinkovci en parallèle à l'encerclement de Vukovar.
En septembre, les troupes serbes encerclent complètement la ville de Vukovar. Les troupes croates se retranchent dans la ville et résistent aux assauts des troupes d'élite mécanisées de la JNA et des paramilitaires serbes,. La population croate fuit massivement la ville. Les estimations des victimes du siège varient entre 1 798 et 5 000. 22 000 personnes furent expulsés après la prise de la ville.
Le 3 octobre, la marine yougoslave reprend son blocus des principaux ports de Croatie. Cette action suit plusieurs mois d'immobilisme des forces de la JNA et coïncide avec la fin de l'opération Coast-91 au cours de laquelle l'armée yougoslave a échoué à prendre le contrôle de la côte pour couper l'accès de la Dalmatie au reste de la Croatie. Le 5 octobre, le président Tuđman fait un discours dans lequel il appelle l'ensemble de la population à se mobiliser contre l'"impérialisme de la Grande Serbie" poursuivi par la JNA et les forces paramilitaires serbes. Le 7 octobre, l'armée de l'air yougoslave attaque les bâtiments gouvernementaux à Zagreb,. Le jour suivant, après l'expiration du moratoire de trois mois, le parlement croate coupe ses derniers liens avec la Yougoslavie. Le bombardement des bureaux gouvernementaux et le siège de Dubrovnik qui commence en octobre mènent à la mise en place de sanctions contre la Serbie par l'Union européenne,. L'attention des médias internationaux se concentre sur les dommages causés à l'héritage culturel de Dubrovnik et les inquiétudes concernant les populations civiles passent au second plan. Ainsi, le quartier historique classé au Patrimoine mondial de l'UNESCO est la cible de plus de 650 tirs d'artillerie.

#### Paroxysme du conflit

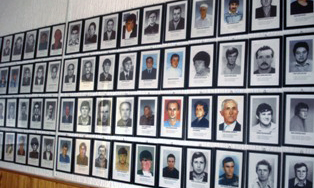
Photos des victimes du massacre de Lovas

En réponse à l'avancée du 5e corps de la JNA à travers la Save vers Pakrac et en direction du nord dans la Slavonie occidentale, l'armée croate lance alors une contre-attaque au début de novembre 1991, sa première offensive majeure de la guerre. L'opération Otkos 10 permet à la Croatie de reprendre une zone comprise entre les montagnes Bilogora et Papuk,. Après cinq jours d'attaque, l'armée croate a repris environ 270 km2.
En octobre et début novembre, la situation pour les Croates de Vukovar devient de plus en plus désespérée, et le 18 novembre 1991, la ville tombe aux mains des Serbes après un siège de trois mois. Ces derniers commettent le massacre de Vukovar, à savoir l'assassinat méthodique de 240 blessés de l'hôpital de Vukovar, jetés dans une fosse commune sur la plaine d'Ovčara (parmi eux se trouve un volontaire français, Jean-Michel Nicolier). Les survivants sont emmenés dans des camps d'internement comme celui d'Ovčara, de Velepromet ou de Sremska Mitrovica. La ville de Vukovar est presque entièrement détruite. Au cours des 87 jours de siège, entre 8 000 et 9 000 obus sont tirés chaque jour sur la ville. Les massacres de Lovas, d'Erdut et de Škabrnja qui ont lieu au même moment ont largement été éclipsés par la chute de Vukovar.
Le 14 novembre, le blocus naval des ports de Dalmatie est menacé par des navires civils. L'affrontement culmine lors de la bataille des détroits, lorsque l'artillerie côtière endommage ou coule de nombreux navires yougoslaves. Après la bataille, les opérations navales yougoslaves sont limitées au sud de la mer Adriatique. Les forces croates font de nouvelles avancées dans la seconde moitié de décembre lors de l'opération Orkan 91 qui permet de reprendre environ 1 440 km2, mais un cessez-le-feu durable est sur le point d'être signé. La fin de l'opération marque la fin de six mois d'intenses combats qui ont coûté la vie à près de 10 000 personnes et en ont déplacé plusieurs dizaines de milliers.
Le 19 décembre, la Croatie est officiellement reconnue par l'Islande puis par l'Allemagne quatre jours plus tard. Le 26 décembre 1991, la présidence fédérale dominée par les Serbes annonce des plans pour une Yougoslavie réduite qui inclurait les territoires capturés à la Croatie durant la guerre. Dans la seconde moitié de l'année 1991, tous les partis démocratiques croates se rassemblent pour former un gouvernement d'unité nationale avec Franjo Gregurić comme premier ministre.
La Commission d'arbitrage pour la paix en Yougoslavie, également appelée commission Badinter est mise en place par le Conseil des ministres de la Communauté économique européenne (CEE) le 27 août 1991. Les cinq membres de la commission sont les présidents des cours constitutionnelles de la CEE. La commission établit que la république fédérale de Yougoslavie est en voie de dissolution et que les frontières intérieures des républiques yougoslaves ne peuvent pas être modifiées sans accord des différentes parties.

### 1992: Cessez-le-feu
Un nouveau cessez-le-feu soutenu par l'ONU, le quinzième en moins de six mois, est accepté le 2 janvier 1992 et entre en vigueur le jour suivant. Le 7 janvier 1992, le pilote de la JNA, Emir Šišić, abat un hélicoptère de la Communauté européenne en Croatie tuant cinq observateurs. La Croatie est officiellement reconnue par la Communauté européenne le 15 janvier 1992. Même si la JNA commence à se retirer de Croatie et de Krajina, la RSK conserve toujours le contrôle dans les territoires occupés grâce au soutien de la Serbie. À ce moment, la RSK contrôle 13 913 km2.
Pour mettre fin à la série de cessez-le-feu non respectés, les Nations unies déploient une force de protection dans les territoires de Croatie contrôlés par les Serbes, la Force de protection des Nations unies (FORPRONU) dans le but de faire respecter les accords. La FORPRONU est officiellement créée par la résolution 743 du Conseil de sécurité de l'ONU le 21 janvier 1992. Les belligérants se replient dans des positions retranchées et la JNA se replie de Croatie vers la Bosnie-Herzégovine où un nouveau conflit se prépare. La Croatie devient membre de l'ONU le 22 mai 1992 après avoir inclus dans sa constitution la protection des droits humains des minorités et des dissidents, condition nécessaire à son adhésion. L'expulsion des populations non-Serbes se poursuit dans les territoires occupés malgré la présence des casques bleus qui jouent un rôle de quasi-complices.

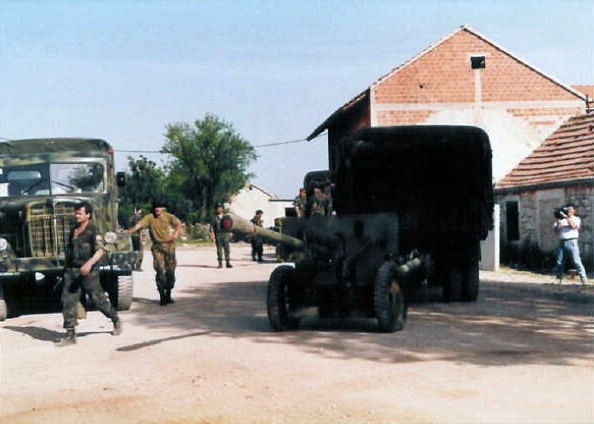
Capture d'un canon serbe par des soldats croates lors de l'incident du plateau Miljevci, 21 juin 1992

L'armée yougoslave a fait des milliers de prisonniers durant la guerre en Croatie et ces derniers sont internés dans des camps en Serbie, en Bosnie-Herzégovine et au Monténégro. Les forces croates ont également fait des prisonniers et les deux camps acceptent plusieurs échanges de prisonniers ; la plupart sont libérés à la fin de l'année 1992. Les prisons serbes incluent le camp de Sremska Mitrovica, de Stajićevo et de Begejci en Serbie, et de Morinj au Monténégro. Le principal camp croate se trouve à Split.
Les opérations militaires en Croatie continuent de façon intermittente et sur une plus petite échelle. Les Croates organisent plusieurs actions pour lever le siège de Dubrovnik et d'autres cités croates (Šibenik, Zadar et Gospić). Parmi les affrontements les plus violents figurent l'incident du plateau Miljevci (entre Krka et Drniš) les 21 et 22 juin 1992, l'opération Jaguar sur la colline Križ près de Bibinje et de Zadar, le 22 mai 1992, et une série d'actions militaires autour de Dubrovnik comme l'opération Tigar entre le 1er et le 13 juillet 1992, à Konavle entre le 20 et le 24 septembre, et à Vlaštica entre le 22 et le 25 septembre. Les combats près de Dubrovnik sont suivis par le repli des troupes de la JNA de Konavle au mois d'octobre. La péninsule de la Prevlaka contrôlant l'entrée des bouches de Kotor est démilitarisée et occupée par la FORPRONU tandis que le reste de Konavle est rendu aux autorités croates.

### 1993: Progrès militaires croates

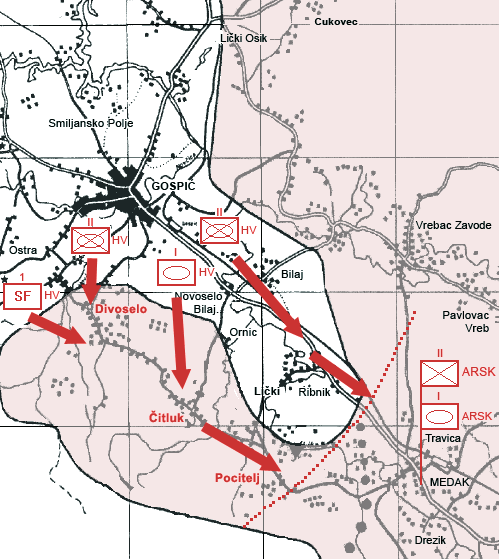
Carte de l'opération de la poche de Medak

Les combats reprirent au début de l'année 1993 lorsque l'armée croate lance l'opération Maslenica dans la région de Zadar, le 22 janvier 1993. L'objectif de l'offensive est de prendre l'aéroport de la ville et le pont de Maslenica, le seul lien terrestre entre Zagreb et la ville de Zadar. L'opération se termine le 1er février car elle a rempli ses objectifs mais pour un coût humain assez lourd, 114 Croates et 490 Serbes tués, par rapport à la taille du théâtre d'opération.
Alors que l'opération Maslenica est en cours, les forces croates attaquent les positions serbes à environ 130 km à l'est. Elles avancent jusqu'au lac de Peruća et s'emparent du barrage hydroélectrique, le 28 janvier 1993, peu après que les miliciens serbes ont chassé les casques bleus chargés de sa protection. Les forces de l'ONU sont présentes sur le site depuis l'été 1992. Elles ont découvert que les Serbes ont installé entre 35  et   37 t d'explosifs en sept endroits du barrage d'une manière qui empêche le désamorçage ; les charges sont donc laissées en place,. Avant de se replier, les Serbes font exploser trois charges représentant 5 t d'explosifs dans le but de détruire le barrage et d'inonder la zone en aval,. La catastrophe est empêchée par Mark Nicholas Gray, alors lieutenant des Royal Marines et observateur de l'ONU sur le site. Il outrepasse les ordres et baisse le niveau d'eau dans le réservoir, qui retient 0,54 km3 d'eau, avant que le barrage ne soit détruit. Son action permet de sauver les vies de 20 000 personnes qui auraient pu périr noyées.
L'opération de la poche de Medak a lieu dans un saillant au sud de Gospić, les 9 et 17 septembre. L'offensive est menée par l'armée croate afin de faire stopper les tirs d'artillerie serbes dans la région autour de Gospić. L'opération fait reculer l'artillerie serbe mais est entachée par des crimes de guerre. Le TPIY accuse les officiers croates Janko Bobetko (en), Rahim Ademi et Mirko Norac pour des crimes de guerre commis lors de l'offensive. Norac est par la suite reconnu coupable par un tribunal croate. L'opération est arrêtée du fait de la pression internationale et un accord est trouvé dans lequel les troupes croates reviennent à leurs positions antérieures au 9 septembre et le saillant est occupé par les soldats de l'ONU. Les événements qui suivent restent controversés car les autorités canadiennes ont avancé que l'armée croate a affronté de manière intermittente les troupes canadiennes du Princess Patricia's Canadian Light Infantry qui se déployaient dans le saillant. Les témoignages du ministre de la défense croate et des officiers des Nations unies lors du procès Ademi-Norac nient que la bataille ait eu lieu,,,.
Le 18 février, les autorités croates signent les accords de Daruvar avec les chefs serbes locaux de Slavonie occidentale. L'objectif de cet accord secret est de normaliser la vie des populations civiles vivant près de la ligne de front. Cependant, les autorités de Knin apprennent cela et arrêtent les signataires serbes. En juin 1993, les Serbes commencent à voter lors d'un référendum sur l'intégration de la Krajina au sein de la république serbe de Bosnie. Milan Martić, agissant en tant que ministre de l'Intérieur de la RSK, déclare dans une lettre adressée, le 3 avril, à l'assemblée de la république serbe de Bosnie, que cette fusion de « deux États serbes était un prélude à l'établissement d'un État de tous les Serbes ». Le 21 janvier 1994, il avance qu'il « accélérera le processus d'unification et qu'il transmettra le relais à Slobodan Milošević » s'il est élu à la présidence de la RSK.
Ces intentions sont contrées par la résolution 871 du Conseil de sécurité des Nations unies en octobre 1993 où les Nations unies affirment pour la première fois que les zones protégées des Nations unies (entre autres les zones contrôlées par la RSK) font partie intégrante de la république de Croatie.
En 1992 et 1993, environ 225 000 Croates, ainsi que des réfugiés de Bosnie-Herzégovine et de Serbie s'installent en Croatie. Des volontaires croates et des soldats réguliers participent à la Guerre de Bosnie-Herzégovine. La Croatie accepte 280 000 réfugiés bosniaques et elle est la destination initiale de la plupart des réfugiés bosniaques. Cet afflux considérable de réfugiés pèse lourdement sur l'économie et les infrastructures croates. L'ambassadeur américain en Croatie, Peter W. Galbraith, déclare que la situation est équivalente à l'accueil de 30 000 000 de réfugiés par les États-Unis.

### 1994: Érosion du soutien pour la Krajina

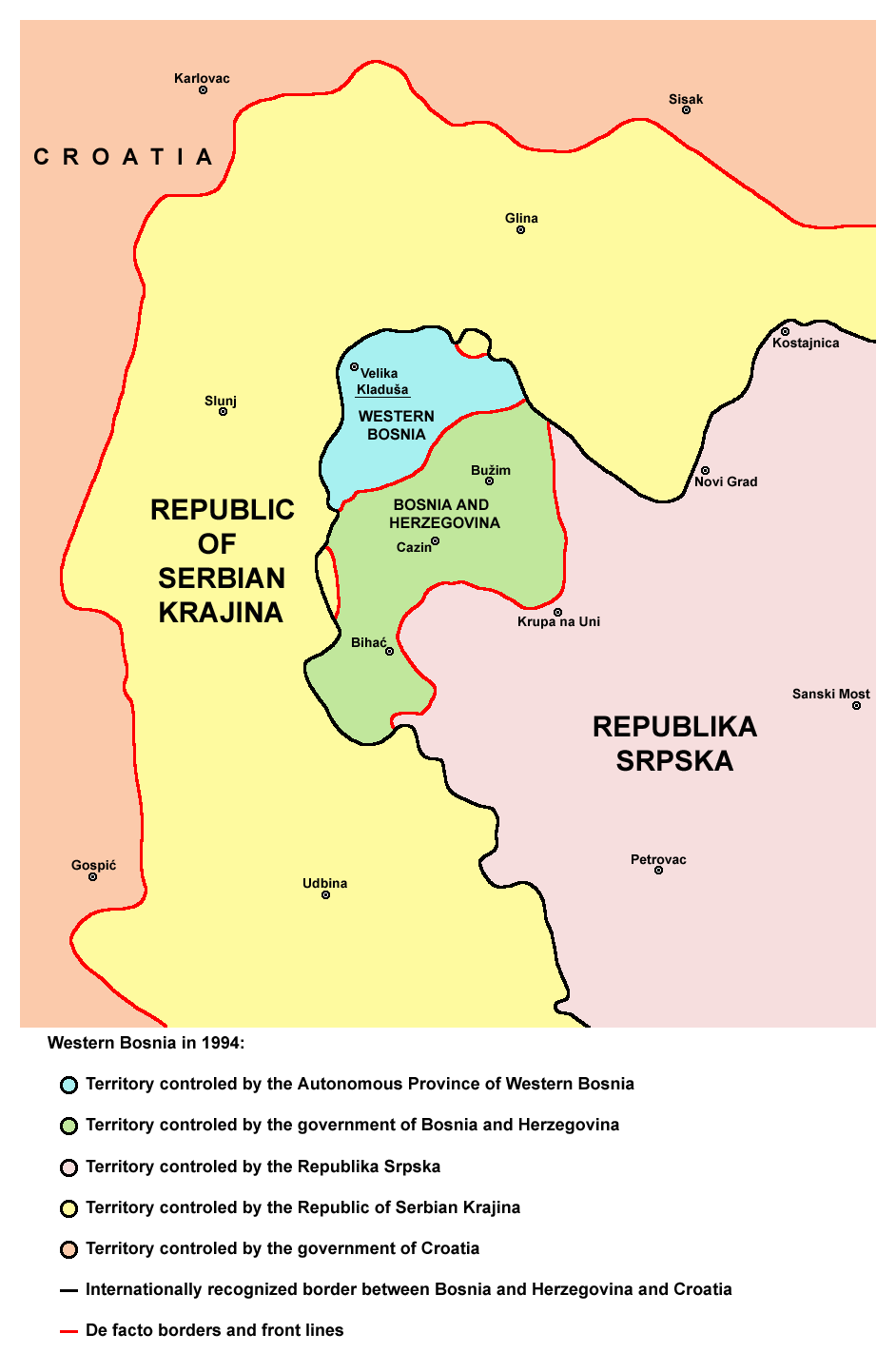
Carte de la poche de Bihać

En 1992, les Croates et les Bosniaques entament un conflit en Bosnie-Herzégovine tout en combattant contre les Serbes de Bosnie. La guerre oppose initialement le Conseil de défense croate et les troupes de volontaires croates à l'Armée de la république de Bosnie-Herzégovine, mais en 1994, l'armée croate a déployé entre 3 000 et 5 000 hommes sur le terrain. Sous la pression des États-Unis, les belligérants acceptent un cessez-le-feu à la fin du mois de février 1994 qui est suivi d'une rencontre entre les représentants bosniaques, croates et le Secrétaire d'État américain Warren Christopher à Washington, D.C., le 26 février 1994. Le 4 mars, Franjo Tuđman accepte l'accord prévoyant la création d'une fédération de Bosnie-et-Herzégovine et une alliance entre le gouvernement bosniaque et les Croates de Bosnie. L'accord prévoit la mise en place d'une confédération souple entre la Croatie et la nouvelle fédération, ce qui permet à la Croatie d'envoyer des troupes en Bosnie-Herzégovine,. Cela entraîne le démantèlement de la République d'Herceg-Bosna et réduit le nombre de belligérants en Bosnie de trois à deux.
À la fin 1994, l'armée croate intervient à plusieurs reprises en Bosnie : entre le 1er et le 3 novembre dans l'opération Cincar près de Kupres, et le 29 novembre lors de l'opération Winter '94 près de Dinara et Livno,. Ces opérations sont destinées à soulager la région de Bihać assiégée et à approcher la capitale de RSK, Knin, de trois côtés.
Dans le même temps, des négociations sous l'égide des Nations unies entre les gouvernements de la Croatie et de la RSK sont au point mort. Les points de blocage incluent l'ouverture de la partie occupée par les Serbes de l'autoroute entre Zagreb et Slavonski près d'Okučani, et le statut putatif des zones à majorité serbe de Croatie. L'autoroute rouvre à la fin 1994, mais elle est rapidement fermée pour des raisons de sécurité. L'impossibilité de résoudre ces problèmes sera la cause des grandes offensives croates de l'année 1995.

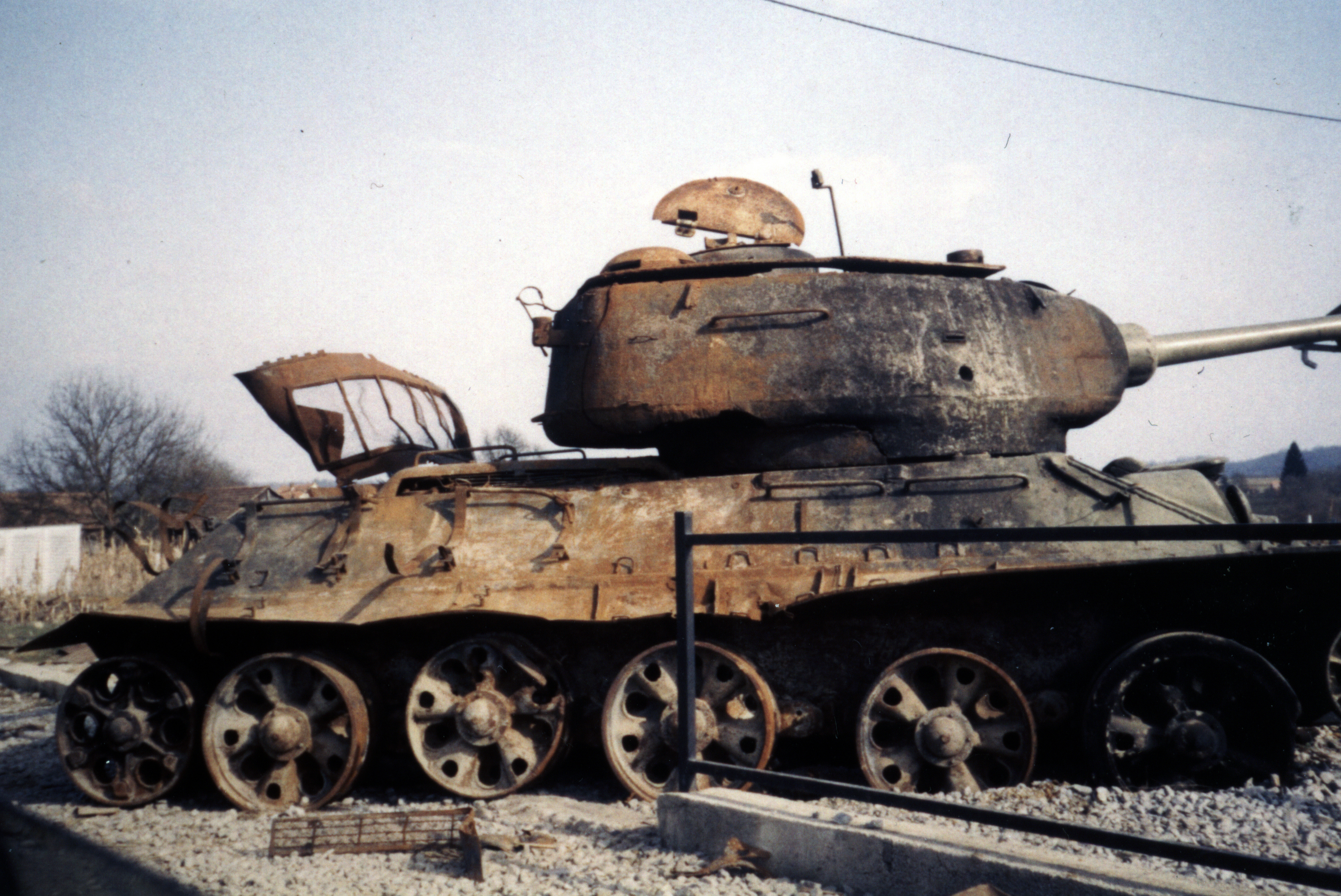
Un T-34-85 détruit à Karlovac

La Krajina continue le siège de Bihać avec le soutien de l'Armée de la république serbe de Bosnie. Michael Williams, un membre de la force onusienne déclare que lorsque le village de Vedro Polje à l'ouest de Bihać est tombé aux mains des Serbes de Croatie, cela signifie que le siège entre dans sa phase finale. Il ajoute que ces derniers organisent d'importants tirs d'artillerie contre la ville de Velika Kladuša au nord de l'enclave de Bihać. Les analystes militaires occidentaux avancent que dans l'arsenal anti-aérien serbe entourant la poche de Bihać en territoire croate, il y a des S-75 Dvina dont le niveau de sophistication suggère qu'ils aient été récemment fournis par Belgrade. En réponse à la situation, le Conseil de Sécurité vote la résolution 958 qui autorise les appareils de l'OTAN déployés dans le cadre de l'opération Deny Flight à opérer en Croatie. Le 21 novembre, l'OTAN attaque l'aéroport d'Udbina contrôlé par les Serbes de Croatie et détruit temporairement les pistes. L'OTAN poursuit ses bombardements dans la zone, et le 23 novembre, elle détruit une batterie de missiles anti-aériens près de Dvor.
En 1995, l'armée croate a développé une force de combat efficace centrée sur huit brigades d'élite. De même l'armée a été réorganisée autour des vétérans. Cette organisation fait que lors des dernières campagnes, l'armée croate emploie une variante de la blitzkrieg avec les brigades d'élite perçant les lignes ennemies tandis que les autres unités tiennent leurs positions avant d'encercler les unités adverses,. Pour renforcer ses forces, la Croatie engagea la société Military Professional Resources Inc. (MPRI) en septembre 1994 pour entraîner ses officiers. Débutant en janvier 1995, les activités de la MPRI impliquent quinze conseillers et sont contrôlées par le Département d'État américain qui s'assure qu'elles ne violent pas l'embargo sur les armes.

### 1995: Offensive croate et fin de la guerre
Les tensions s'accroissent au début de l'année 1995 car la Croatie cherche à accroître la pression sur les forces serbes qui occupent de larges portions de son territoire. Dans une lettre de cinq pages rédigée le 12 janvier, Franjo Tuđman déclare formellement au secrétaire général de l'ONU Boutros Boutros-Ghali que la Croatie met un terme à l'accord autorisant le stationnement de la FORPRONU en Croatie effectif jusqu'au 31 mars. La décision est motivée par le soutien continu de la Serbie aux Serbes de Croatie. La situation est également notifiée à l'Assemblée générale des Nations unies.

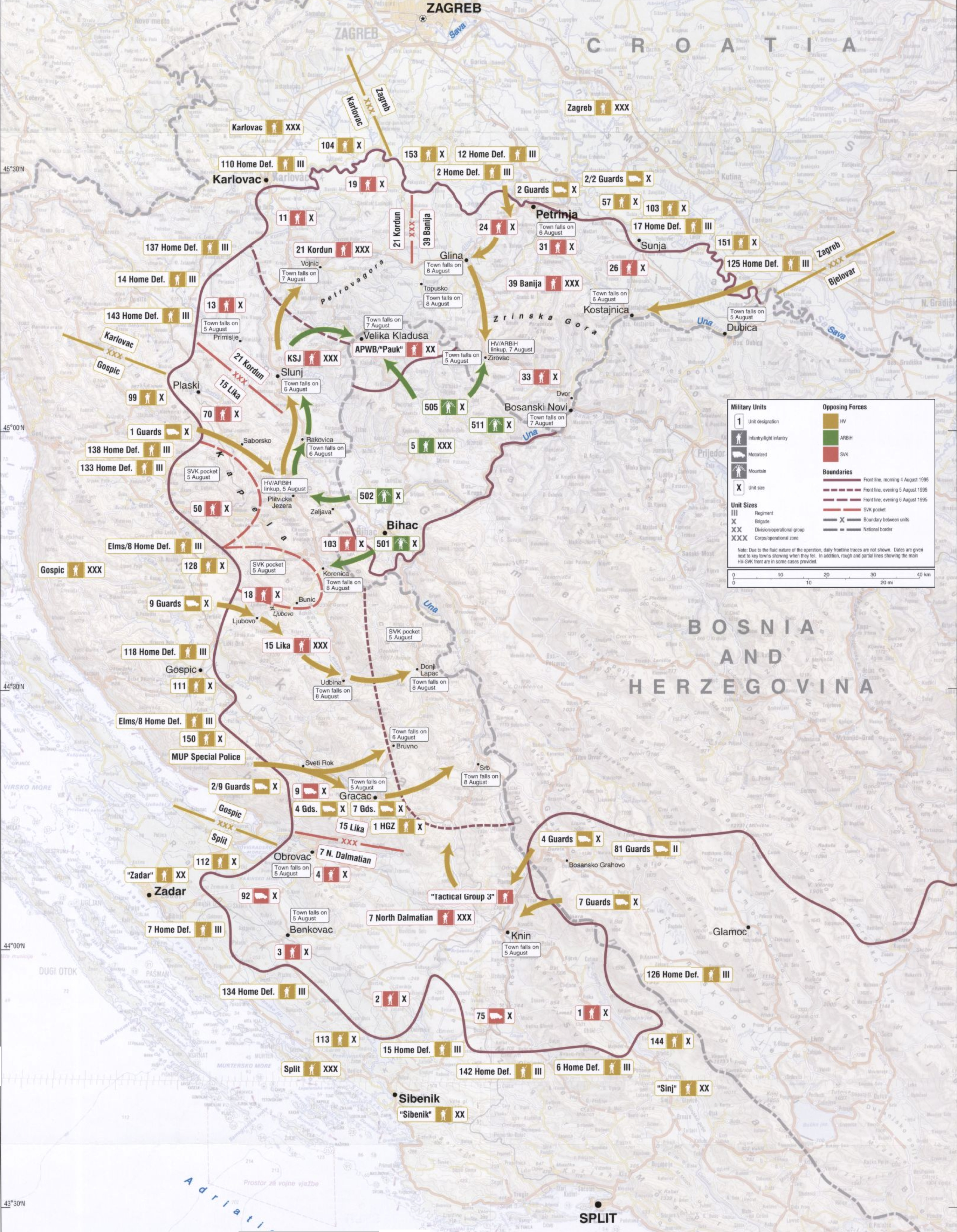
Carte de l'Opération Tempête

Les efforts de paix internationaux se poursuivent avec la création d'un nouveau plan appelé Z-4 qui est présenté aux autorités de la Krajina et de Croatie. Initialement, les Croates restent muets et les Serbes refusent catégoriquement la proposition. Alors que la date limite du déploiement de la FORPRONU approche, une nouvelle mission de maintien de la paix est proposée avec un mandat étendu pour pouvoir patrouiller le long des frontières internationalement reconnues de la Croatie. Les Serbes s'y opposent également et des chars se déploient de Serbie dans l'est de la Croatie. Un accord est finalement trouvé et la nouvelle mission de l'ONU est approuvée par la résolution 981 du conseil de sécurité de l'ONU le 31 mars. À la dernière minute, le ministre des Affaires étrangères croate Mate Granić (en) réclame que le terme de Croatie soit ajouté au nom de l'opération. L'expression "Opération des Nations unies pour le rétablissement de la confiance en Croatie" (ONURC) est finalement adoptée.
Les violences reprennent au début du mois de mai 1995. La RSK perd le soutien du gouvernement serbe de Belgrade en partie du fait de la pression internationale. Au même moment, l'opération Éclair de la Croatie permet de reprendre tous les territoires occupés en Slavonie occidentale. En représailles, les forces serbes bombardent Zagreb avec des missiles tuant 7 civils et en blessant 175 autres,. L'armée yougoslave répond à l'offensive par une démonstration de force et envoie des chars à la frontière croate pour semble-t-il éviter une attaque de la Slavonie orientale.
Pendant les mois qui suivent, les efforts internationaux se concentrent sur les « zones protégées par les Nations unies », peu efficaces, mises en place en Bosnie-Herzégovine et sur la mise en place d'un cessez-le-feu plus durable en Croatie. Les deux questions se rejoignent, en juillet 1995, lorsque plusieurs zones protégées dans l'est de la Bosnie-Herzégovine sont envahies et que celle de Bihać est menacée. En 1994, la Croatie a déjà indiqué qu'elle ne permettrait pas la prise de Bihać et la nouvelle confiance dans la capacité militaire de la Croatie à reprendre les zones occupées poussae les autorités croates à ne plus accepter de cessez-le-feu ; les territoires occupés seraient réintégrés au sein de la Croatie. Ces développements et l'accord de Washington, un cessez-le-feu signé en Bosnie-Herzégovine, mène à une nouvelle rencontre entre les présidents de Croatie et de Bosnie-Herzégovine, le 22 juillet, lors de laquelle la résolution de Split est adoptée. Dans celle-ci, la Bosnie-Herzégovine invite la Croatie à fournir un soutien militaire, particulièrement dans la zone de Bihać. La Croatie accepte et se prépare à une intervention armée,.
Entre le 25 et le 30 juillet, l'armée croate et le conseil de défense croate attaquent les territoires tenus par les Serbes au nord du mont Dinara, capturant Bosansko Grahovo et Glamoč durant l'opération Summer '95. Cette offensive ouvre la voie à la reprise des territoires occupés autour de Knin car elle a permis de couper les dernières voies de ravitaillement entre Banja Luka et Knin. Le 5 août, la Croatie déclenche l'opération Tempête dont l'objectif est de reprendre la quasi-totalité des territoires occupés de Croatie à l'exception d'une petite bande de terre le long du Danube éloignée du gros des territoires contestés. L'offensive, impliquant 100 000 soldats croates, est la plus importante bataille terrestre en Europe depuis la fin de la Seconde Guerre mondiale. L'opération Tempête remplit ses objectifs et s'achève le 8 août.

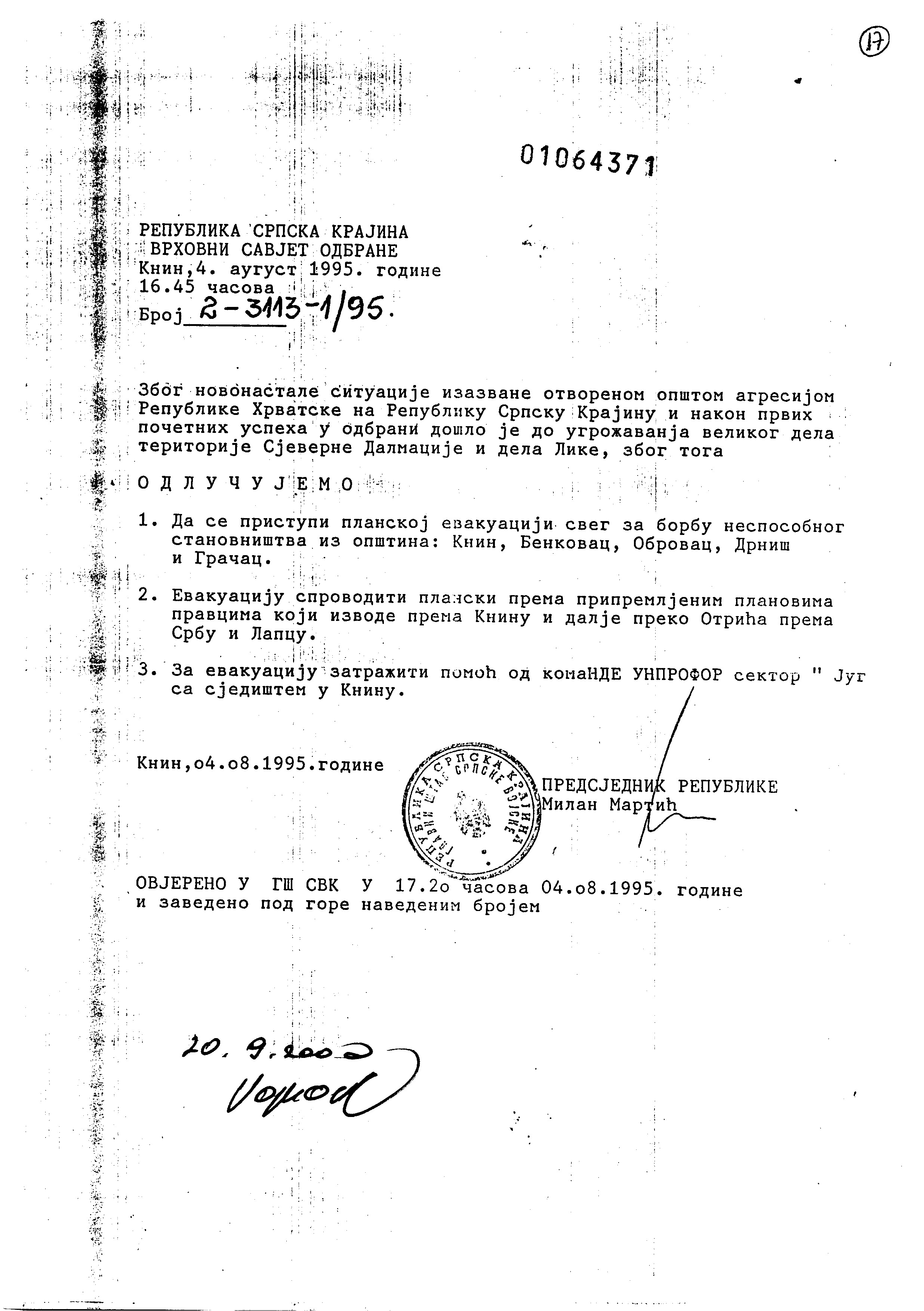
Document émis par le Conseil suprême de la défense de la RSK du 4 août 1995, ordonnant l'évacuation des civils.

De nombreux civils des zones occupées fuient durant l'offensive ou immédiatement après son achèvement, dans ce qui est par la suite décrit selon des termes allant d'expulsion à évacuation planifiée. Les sources serbes de Krajina (documents du QG de la protection civile de RSK publiés par Kovačević, Sekulić et Vrcelj) confirment que l'évacuation des Serbes est organisée et a été planifiée à l'avance,. Selon Amnesty International, l'opération entraîne le nettoyage ethnique de près de 200 000 Serbes de Croatie, le meurtre et la torture de soldats et de civils serbes, et le pillage des propriétés serbes. D'un autre côté, le TPIY conclut que seuls 20 000 personnes furent déportées. La BBC évoque 200 000 réfugiés serbes,. Les réfugiés croates exilés en 1991 sont finalement autorisés à rentrer chez eux. Pour la seule année 1996, environ 85 000 Croates retournent dans l'ancienne Krajina et en Slavonie occidentale selon les estimations du Comité américain sur les réfugiés.
Dans les mois qui suivent, il y a encore des attaques intermittentes, principalement des tirs d'artillerie, depuis les territoires tenus par les Serbes de Bosnie contre Dubrovnik et ailleurs. La dernière zone contrôlée par les Serbes en Croatie, la Slavonie orientale, doit faire face à la possibilité d'un affrontement militaire avec la Croatie. Une telle possibilité est plusieurs fois avancée par Franjo Tuđman dans les semaines qui suivent la fin de l'opération Tempête. La menace est renforcée par les mouvements de troupes dans la région à la mi-octobre, de même que par la menace antérieure d'une intervention militaire si un accord n'est pas trouvé avant la fin du mois. De nouveaux affrontements sont évités, le 12 novembre, lors de la signature des accords d'Erdut par le ministre de la Défense de la RSK, Milan Milanović, après qu'il a reçu des instructions de Belgrade,. L'accord prévoit que la dernière zone occupée doit être rétrocédée à la Croatie après une période de transition de deux ans. L'accord prévoit également le retrait de la mission de l'ONURC et son remplacement par une nouvelle force de maintien de la paix pour faire appliquer l'accord. La nouvelle mission appelée Administration transitoire des Nations unies pour la Slavonie orientale, la Baranja et le Srem occidental (ATNUSO) est mise en place par la résolution 1037 de l'ONU du 15 janvier 1996. La période transitoire est par la suite allongée d'un an. Le 15 janvier 1998, le mandat de l'ATNUSO expire et la Croatie reprend le contrôle complet de la région. Alors que l'ATNUSO remplace l'ONURC, la péninsule de Prevlaka, auparavant sous le contrôle de l'ONURC est placée sous l'autorité de la Mission d'Observation des Nations unies à Prevlaka (MONUP). La MONUP est créée par la résolution 1038 du 15 janvier 1996 et se termine le 15 décembre 2002.

### Guerre civile ou guerre d'indépendance?

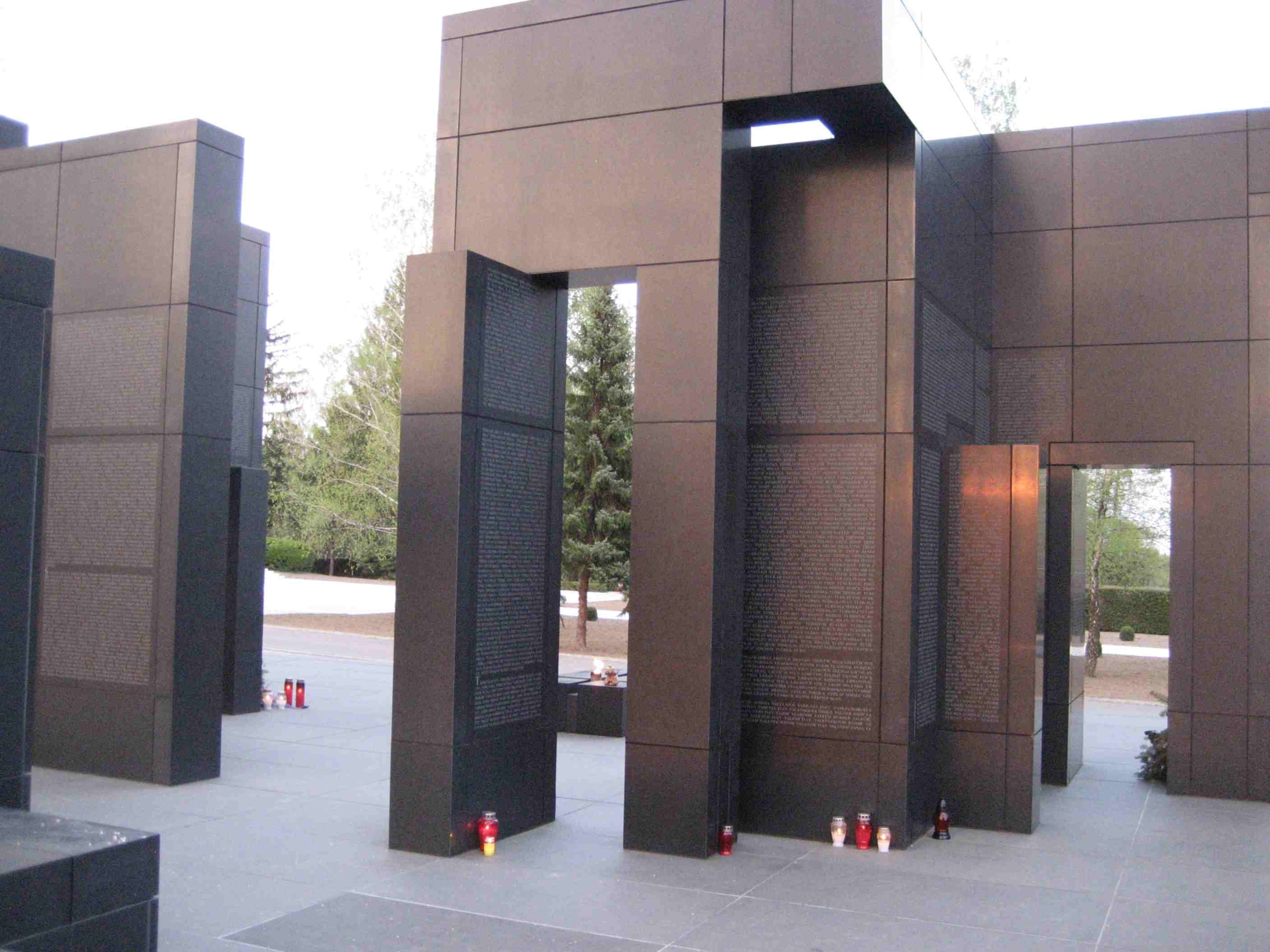
Mémorial de la Guerre d'indépendance croate à Zagreb

Si le terme appliqué à la guerre directement traduit du croate est Guerre de la Patrie (Domovinski rat), l'expression Guerre d'indépendance croate s'est imposée pour les événements de la guerre en Yougoslavie s'étant déroulés en Croatie,,,. Les expressions Guerre de Croatie ou Guerre serbo-croate sont également apparues avec les changements politiques et militaires et complètent les expressions plus générales comme la Guerre en Yougoslavie,. En Croatie, l'appellation officielle est "Guerre de la Patrie", et est la plus utilisée mais l'expression Agression de la Grande Serbie (croate : Velikosrpska agresija) est largement employée par les médias durant le conflit.
Deux visions contradictoires du conflit existent selon que l'on considère la guerre comme ayant été civile ou internationale. La vision dominante en Serbie est celle d'une double guerre civile dans la région : une entre les Croates et les Serbes vivant en Croatie et une autre entre la république fédérale de Yougoslavie et la Croatie faisant partie de la fédération,. La vision prédominante en Croatie et chez la plupart des experts internationaux, dont le TPIY, est celle d'un conflit international, une guerre d'agression menée par les vestiges de la Yougoslavie et la Serbie contre la Croatie et soutenue par les Serbes de Croatie,,. Ni la Croatie ni la Yougoslavie n'ont formellement déclaré la guerre à l'autre. À la différence de la position serbe selon laquelle une déclaration de guerre est inutile car il s'agit d'une guerre civile, la raison pour laquelle les Croates ne déclarent pas la guerre est que Tuđman croit la Croatie incapable de s'opposer directement à la JNA et espère éviter une guerre générale.

## Conséquences

### Pertes et réfugiés

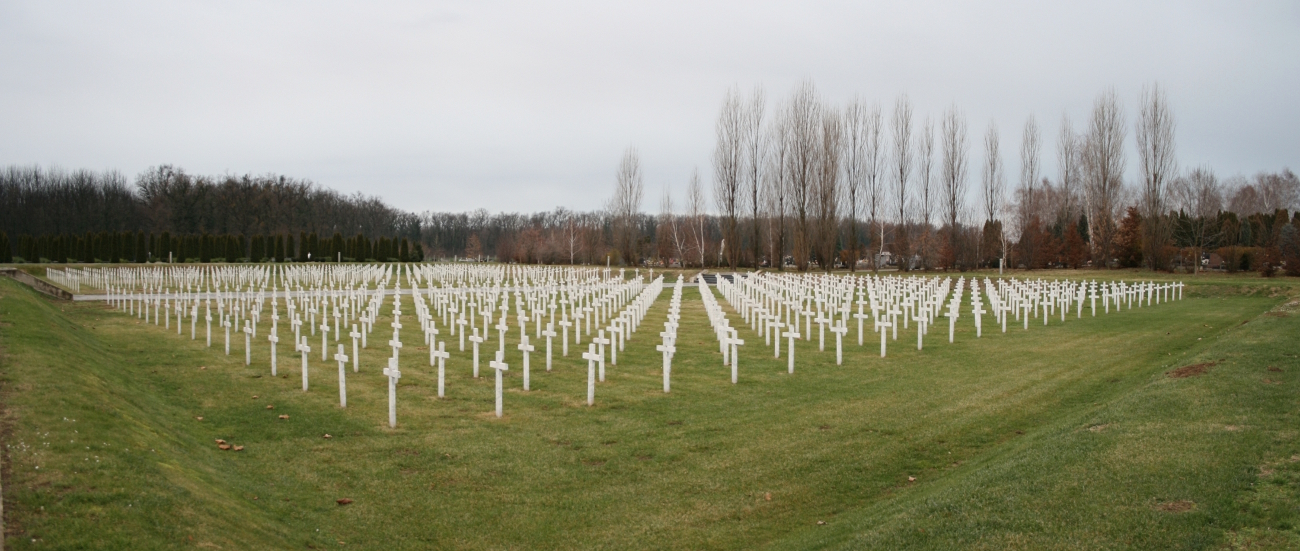
Mémorial de guerre abritant 938 tombes des victimes du siège de Vukovar

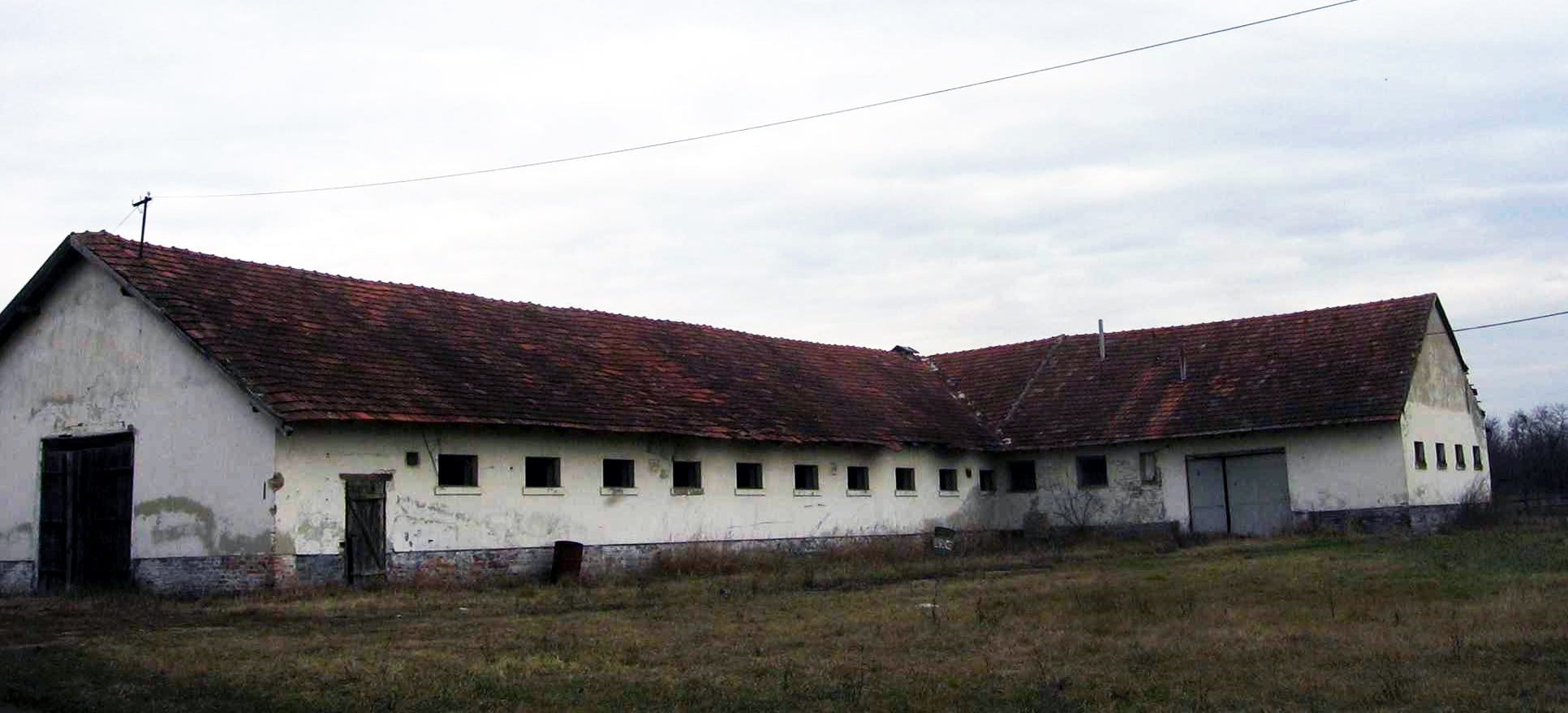
L'ancien camp de Stajićevo en Serbie était l'un des lieux d'internement des prisonniers de guerre et des civils croates durant la guerre.

La plupart des sources avancent le nombre de 20 000 morts pour les deux camps,,. Dražen Živić, chercheur associé à l'Institut des sciences sociales "Ivo Pilar", déclare que les pertes croates sont de 15 970 morts ou disparus dont 8 147 soldats et 6 605 civils. Les chiffres officiels croates de 1996 avancent 12 000 tués et 35 000 blessés. Goldstein parle de 13 583 tués ou disparus[réf. nécessaire]. Environ 2 400 personnes ont été portées disparues durant la guerre. En 2010, la Croatie compte encore 1 997 disparus durant le conflit. En 2009, il y a 52 000 personnes en Croatie handicapés à la suite de leur participation aux combats. Ce chiffre inclut les personnes physiquement handicapées du fait de leurs blessures mais également les personnes dont la santé a été affectée par leur implication dans la guerre comme des victimes de diabète, de maladie cardio-vasculaire et de trouble de stress post-traumatique (SSPT). Dans la plupart des cas, le handicap résulte non pas d'une blessure mais d'une santé détériorée ou d'un SSPT. En 2010, le nombre de SSPT lié à la guerre est de 32 000.
Au total, la guerre entraîne 500 000 réfugiés. Entre 196 000, 221 000 et 247 000 (en 1993) Croates et non-Serbes sont déplacés durant la guerre de la province de Krajina et des territoires frontaliers. L'Organisation pour la sécurité et la coopération en Europe (OSCE) avance en 2006 que 221 000 personnes sont déplacées et 218 000 sont rentrées chez elles. La majorité est déplacée lors des combats initiaux et des offensives de la JNA en 1991 et 1992,. Environ 150 000 Croates de la république serbe de Bosnie et de Serbie ont obtenu la citoyenneté croate depuis 1991 et la plupart ont été expulsés,.
L'organisation non gouvernementale Veritas basée à Belgrade liste 6 780 tués et disparus de la république serbe de Krajina dont 4 324 soldats et 2 344 civils. La plupart d'entre eux sont tués ou portés disparus en 1991 (2 442) et en 1995 (2 394). La plupart des morts ont eu lieu dans le nord de la Dalmatie (1 632). La JNA reconnaît officiellement 1 279 tués au combat durant la guerre. Le nombre véritable est probablement bien plus grand car les pertes sont systématiquement sous-évaluées. Dans un cas, les rapports officiels avancent deux blessés légers après un engagement mais selon l'officier de renseignements de l'unité, les pertes ont été de 50 tués et 150 blessés.
Selon les sources serbes, environ 120 000 Serbes sont déplacés en 1991-1993 et 250 000 sont déplacés après l'opération Tempête. Le nombre de Serbes déplacés est de 254 000 en 1993, et tomba à 97 000 au début de l'année 1995 avant de remonter à 200 000 à la fin de la guerre. La plupart des sources internationales avancent le nombre de 300 000 réfugiés serbes. Selon Amnesty International 300 000 sont déplacés entre 1991 et 1995 et 117 000 sont officiellement enregistrés comme étant rentrés chez eux en 2005. Selon l'OSCE, 300 000 sont déplacés durant le conflit dont 120 000 seraient rentrés chez eux en 2006. Cependant, on considère que ce nombre ne reflète pas le nombre de rapatriés car beaucoup retournent en Serbie, au Monténégro ou en Bosnie-Herzégovine après s'être officiellement enregistrés en Croatie. Selon un rapport de l'UNHCR de 2006, 125 000 sont rentrés en Croatie et 55 000 s'y sont installés de façon permanente.
L'association croate des prisonniers dans les camps de concentration serbes est fondée pour aider les victimes des abus pénitentiaires. Les vétérans de guerre croates sont organisés en plusieurs organisations non gouvernementales dont la plus importante est l'association des vétérans de la guerre de la patrie croates.

### Dommages de guerre et champs de mines

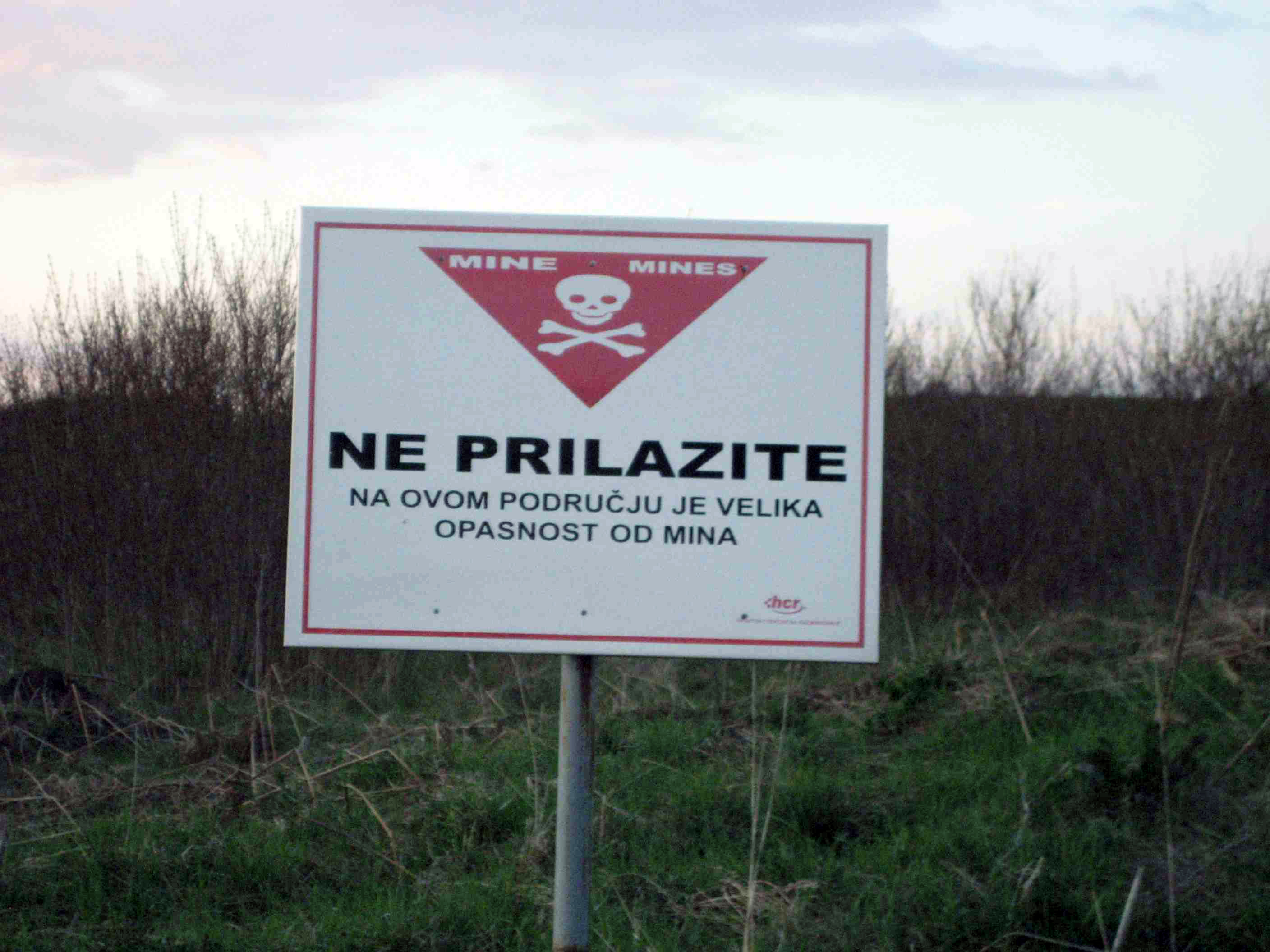
Panneau indiquant un champ de mines

Les chiffres officiels sur les dommages de guerre publiés en Croatie en 1996 avancent la destruction de 180 000 habitations, de 25 % de l'économie croate et de 27 milliards de dollars de dégâts. L'Europe Review 2003/04 estime les dommages de la guerre à 37 milliards de dollars répartis entre les infrastructures détruites, les pertes économiques et les coûts liés aux réfugiés tandis que le PIB a baissé de 21 % durant la période. 2 423 sites culturels dont 495 structures sacrées sont détruites ou endommagées. La guerre impose un fardeau économique supplémentaire lié aux dépenses militaires. En 1994, la Croatie est entrée de facto dans une économie de guerre et les dépenses militaires représentent 60 % du budget national.
Les dépenses yougoslaves et serbes sont encore plus disproportionnées. Le projet de budget fédéral pour 1992 alloue 81 % des fonds à l'effort de guerre serbe. Comme la Croatie et la Slovénie, les républiques yougoslaves les plus développées représentent une part significative des recettes fédérales, la Yougoslavie commence, à partir de 1992, à imprimer de grandes quantités de monnaie pour financer les opérations gouvernementales. Cela entraîne l'un des pires épisodes d'hyperinflation de l'histoire : entre octobre 1993 et janvier 1995, la Yougoslavie, alors composée de la Serbie et du Monténégro, subit une hyperinflation de 5 × 1015 %,.
De nombreuses cités croates sont bombardées par l'artillerie, les missiles et l'aviation des forces de la JNA et de la RSK. Les villes les plus touchées sont Vukovar, Slavonski Brod (dans les montagnes de Vučjak) et Županja (durant plus de 1 000 jours), Vinkovci, Osijek, Nova Gradiška, Novska, Daruvar, Pakrac, Šibenik, Sisak, Dubrovnik, Zadar, Gospić, Karlovac et Zagreb,,,,,. Les tirs d'artillerie sur Vukovar sont particulièrement sévères car la ville reçoit près d'un million d'obus mais d'autres villes sont également lourdement visées. Slavonski Brod n'a jamais été directement attaquée par les chars ou l'infanterie, mais la cité et les villages alentour sont touchés par plus de 11 600 obus d'artillerie et 130 bombes aériennes entre 1991 et 1992.
Environ 2 millions de mines sont posées dans diverses régions de Croatie durant la guerre. La plupart des champs de mines sont posés sans plan et sans enregistrement de l'emplacement. Une décennie après la guerre, en 2005, il y avait encore environ 250 000 mines enterrées le long de l'ancienne ligne de front et certaines parties des frontières internationales, particulièrement près de Bihać, et autour de certaines anciennes installations de la JNA. En 2007, les zones minées ou supposément minées représentent environ 1 000 km2 soit 2 % du territoire croate. Plus de 1 900 personnes sont tuées ou blessées par des mines en Croatie depuis le début de la guerre dont plus de 500 après la fin du conflit. Entre 1998 et 2005, la Croatie dépense 214 millions de dollars dans divers programmes de déminage. En 2009, tous les champs de mines restants et les zones suspectées de contenir des mines ou des munitions non explosées sont clairement marqués, mais le déminage est lent ; on estime qu'il faudra encore 50 ans pour nettoyer toutes les zones.

### Crimes de guerre et TPIY
Le Tribunal pénal international pour l'ex-Yougoslavie (TPIY) est établi par la résolution 872 de l'ONU adoptée le 25 mai 1993. Le tribunal a le pouvoir de juger les personnes accusées de crimes contre le droit international humanitaire, de violation de la convention de Genève et des lois de la guerre, de génocide et de crimes contre l'humanité commis dans les territoires de l'ancienne Yougoslavie depuis le 1er janvier 1991. Les accusés du TPIY vont des simples soldats aux premiers ministres et présidents. Parmi les accusés de haut-rang figurent Slobodan Milošević (président de la république socialiste de Serbie et de la république de Serbie), Milan Babić (président de la RSK), Ratko Mladić (général de la JNA), Ante Gotovina (général de l'armée croate, acquitté en 2012) et Franjo Tuđman (président de la Croatie) décédé en 1999 alors que les procureurs préparent sa mise en accusation. Selon Marko Attila Hoare, un ancien employé du TPIY, une équipe d'enquête travaille sur plusieurs hauts responsables serbes dont Veljko Kadijević, Blagoje Adžić, Borisav Jović, Branko Kostić et Momir Bulatović. Cependant, après l'intervention de Carla Del Ponte, ces travaux sont rejetés et l'accusation se limite à Milošević ainsi la plupart de ces individus ne sont jamais jugés.

Vukovar après le siège

« Entre 1991 et 1995, Martić tient des positions de ministre de l'intérieur, de la défense et de président de la « région autonome de Serbie Krajina »  auto-proclamée (SAO Krajina), qui est par la suite renommée « république de Serbie Krajina » (RSK). Il est reconnu coupable d'avoir participé à une entreprise criminelle commune avec Milošević dont l'objectif était de créer un État serbe unifié à travers une campagne systématique de crimes contre les populations non-serbes habitant dans des territoires de Croatie et de Bosnie-Herzégovine devant faire partie de cet État. »

— Tribunal pénal international pour l'ex-Yougoslavie, dans son verdict contre Milan Martić

#### Côté serbe
En 2011, le TPIY a condamné sept officiels du côté serbo-monténégrin et deux du côté croate.
Milan Martić reçoit la peine la plus lourde avec 35 ans de prison. Babić est condamné à 13 ans. Il exprime ses remords pour son rôle dans la guerre et demande à ses « frères » croates de lui pardonner. Un nombre significatif d'hôpitaux et d'abris marqués du signe de la croix rouge ont été la cible des forces serbes.
En 2007, deux anciens officiers de l'armée yougoslave sont condamnés pour le massacre de Vukovar par le TPIY à La Haye. Veselin Šljivančanin (en) est condamné à 10 ans et Mile Mrkšić à 20 ans de prison. Les procureurs déclarent qu'après la prise de Vukovar, la JNA a transféré plusieurs centaines de Croates aux forces serbes. Sur ce nombre, au moins 264 (dont des soldats blessés, des femmes, des enfants et des vieillards) ont été assassinés et enterrés dans des fosses communes près d'Ovčara, dans les faubourgs de Vukovar. Le maire de la ville, Slavko Dokmanović (en), est amené devant le tribunal mais se suicide en captivité en 1998 avant le début du procès.
Les généraux Pavle Strugar et Miodrag Jokić sont condamnés à respectivement 7 et 8 ans de prison pour le bombardement de Dubrovnik. Le chef d'état-major de l'armée yougoslave, Momčilo Perišić est condamné à 27 ans de prison pour ses décisions d'armer, de financer et de soutenir les armées de Krajina et de la république serbe de Bosnie qui se sont livrés à des massacres à Sarajevo, Zagreb et Srebrenica.

En plus des atrocités commises après la prise de Vukovar, il existe de nombreux documents relatant les crimes perpétrés contre les civils et les prisonniers de guerre par les Serbes et les forces yougoslaves en Croatie. La plupart d'entre eux sont étudiés par le TPIY ou par les systèmes judiciaires nationaux. Parmi ceux-ci figurent les massacres de Borovo,, de Dalj, de Lovas,, de Široka Kula, de Baćin, de Saborsko, de Škabrnja et de Voćin,.
| Le TPIY (gauche) condamne plusieurs personnes pour leurs actions durant la guerre. Milošević (milieu) est le premier ancien chef d'État à comparaitre devant un tribunal international mais il meurt avant le verdict. Mile Mrkšić (droite) écope de 20 ans de prison. |  | Le TPIY (gauche) condamne plusieurs personnes pour leurs actions durant la guerre. Milošević (milieu) est le premier ancien chef d'État à comparaitre devant un tribunal international mais il meurt avant le verdict. Mile Mrkšić (droite) écope de 20 ans de prison. |  | Le TPIY (gauche) condamne plusieurs personnes pour leurs actions durant la guerre. Milošević (milieu) est le premier ancien chef d'État à comparaitre devant un tribunal international mais il meurt avant le verdict. Mile Mrkšić (droite) écope de 20 ans de prison. |
| Le TPIY (gauche) condamne plusieurs personnes pour leurs actions durant la guerre. Milošević (milieu) est le premier ancien chef d'État à comparaitre devant un tribunal international mais il meurt avant le verdict. Mile Mrkšić (droite) écope de 20 ans de prison. |  | |  | |

Il existait de nombreux camps où les civils et les prisonniers de guerre croate étaient internés, dont ceux de Sremska Mitrovica, de Stajićevo et de Begejci en Serbie et celui de Morinj au Monténégro. L'association des prisonniers de guerre croates dans les camps de concentration serbes est fondée pour aider les victimes des abus serbes. L'armée croate établit également des camps de détention comme celui de Lora à Split.

#### Côté croate
Les forces croates ont commis également de nombreux crimes de guerre comme les massacre de Gospić et de Sisak en 1991 et 1992 et bien d'autres,. Ces derniers sont jugés par des tribunaux croates ou par le TPIY.
Un autre crime de guerre, qui devient l'affaire « Pakračka poljana » commis par une unité de police de réserve commandée par Tomislav Merčep (en), est le meurtre de plusieurs prisonniers, principalement Serbes, près de Pakrac à la fin de l'année 1991 et au début de l'année 1992. L'affaire est initialement jugée par le TPIY avant d'être transférée à la justice croate. Plus d'une décennie plus tard, cinq membres de cette unité mais pas son commandant sont accusés de plusieurs charges criminelles relatives à ces événements et sont condamnés,. Merčep est arrêté pour ces crimes en décembre 2010,. En 2009, Branimir Glavaš, un ancien député et général croate, est condamné en première instance à dix ans de prison par un tribunal de Zagreb pour des crimes de guerre commis à Osijek en 1991,. Sa peine est ensuite réduite en juillet 2010 à huit ans par la Cour suprême puis annulée en 2015 par la Cour constitutionnelle croate pour erreur de procédure .
Le TPIY inculpe les officiers croates Janko Bobetko, Rahim Ademi, Mirko Norac et d'autres pour des crimes commis durant l'opération de la poche de Medak mais ces affaires sont également transmises à des cours croates. Norac fut reconnu coupable et emprisonné, Ademi fut acquitté tandis que Bobetko est jugé incapable d'assister à son procès du fait de problèmes de santé,. L'acte d'accusation du TPIY contre le général Ante Gotovina cite le meurtre d'au moins 150 civils serbes après la fin de l'opération Tempête. Le comité croate des droits de l'homme recense 677 civils serbes tués lors de l'opération. Louise Arbour, procureur au TPIY avance clairement que la légalité et la légitimité de l'opération elle-même n'est pas en cause mais qu'elle a la charge d'enquêter sur les crimes commis durant la campagne. La cour rappelle que la légalité de l'opération Tempête ne relève pas de son pouvoir car le TPIY ne s'occupe que des crimes de guerre. En 2011, Gotovina et Markač sont respectivement condamnés à 24 et 18 ans de prison. Čermak est acquitté pour tous les chefs d'accusation. Toutefois, le 16 novembre 2012, la Chambre d’appel du Tribunal pénal international pour l’ex-Yougoslavie à La Haye a cassé le verdict de première instance et reconnu non coupables les généraux croates Ante Gotovina et Mladen Markač de toutes les charges pesant contre eux. Les juges ont rejeté en appel les chefs d’accusation affirmant que l’opération militaire « Tempête » d'août 1995, qui visait à restaurer l'intégrité territoriale de la Croatie et dont le général Gotovina avait assuré le commandement opérationnel général, aurait été « une entreprise criminelle commune dont l’objectif visait à chasser définitivement la population serbe ». Ils ont également rejeté la thèse des « attaques illégales à l’artillerie » durant les opérations militaires, dont la légitimité n'a pas été mise en cause par le Tribunal.
Amnesty International publie une analyse détaillée à la fin de l'année 2010 sur les difficultés d'obtenir des condamnations pour les crimes de guerre commis dans les Balkans dans les années 1990 et les leçons devant être tirées.

## Rôle de la Serbie

### Durant la guerre

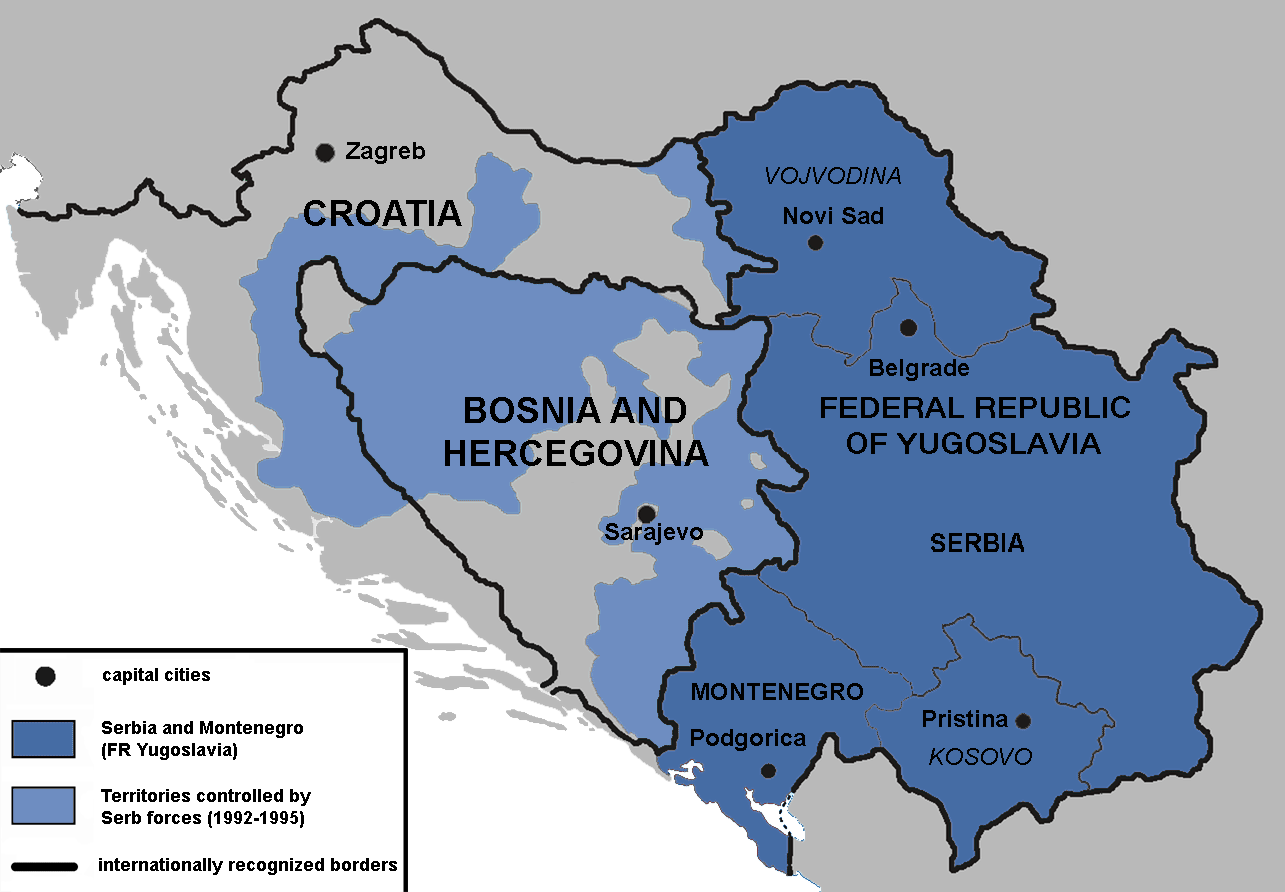
Territoires contrôlés par les forces serbes durant les Guerres de Yougoslavie. Il est clair que Milošević a essayé de créer une Grande Serbie rassemblant tous les Serbes au cours de la dislocation de la Yougoslavie,,,.

Si la Serbie et la Croatie ne se déclarent jamais la guerre, la Serbie est directement et indirectement impliquée dans la guerre à travers de nombreuses activités. En premier lieu, elle fournit un soutien matériel à la JNA. À la suite de l'indépendance de plusieurs républiques de la fédération yougoslave, la Serbie fournit le plus gros du financement et des hommes destinés à l'effort de guerre à travers le contrôle serbe de la présidence yougoslave et du ministère fédéral de la défense. Durant la guerre en Slovénie, un grand nombre de soldats croates et slovènes refusent de combattre et désertent de la JNA.
La Serbie soutient activement diverses unités paramilitaires serbes combattant en Croatie,. Même si aucun combat n'a lieu sur le sol serbe ou monténégrin, l'implication des deux est évidente du fait de la maintenance des camps de prisonniers en Serbie et au Monténégro où de nombreux crimes sont commis.
Le procès de Milošević au TPIY révèle de nombreux documents dé-classifiés relatifs à l'implication de la Serbie dans les guerres en Croatie et en Bosnie. Les preuves présentées au tribunal montrent exactement comment la Serbie et la république fédérale de Yougoslavie ont financé la guerre, son soutien en armes et en matériels aux Serbes de Bosnie et de Croatie, et les structures administratives mises en place pour soutenir les armées des Serbes de Croatie et de Bosnie. Il est établi que Belgrade, à travers le gouvernement fédéral, finance plus de 90 % du budget de la Krajina en 1993 ; que le conseil suprême de défense décide de dissimuler l'aide aux républiques serbes de Bosnie et de Krajina au public ; que la banque nationale de Krajina opère comme une branche de la banque nationale de Yougoslavie et qu'en mars 1994, les républiques de Yougoslavie, de Bosnie et de Krajina utilisent la même monnaie. De nombreux documents démontrent que le service fiscal de Krajina est intégré au sein du système fiscal serbe en mai 1991 et que, le soutien financier à la Krajina et à la république serbe de Bosnie a été à la cause de l'hyperinflation en Yougoslavie. Le procès révèle que la JNA, le ministère de l'intérieur et d'autres entités (dont des groupes civils serbes et la police) arment les civils serbes et les milices de la RSK avant même l'escalade du conflit. En 1993, le département d'État américain rapporte qu'immédiatement après les opérations des poches de Maslenica et de Medak, les autorités serbes ont envoyé un nombre substantiel de « volontaires » dans les territoires croates tenus par les Serbes. Un ancien secrétaire de Željko Ražnatović témoigne à La Haye et confirme que le chef paramilitaire prend ses ordres, et son argent, directement auprès de la police politique contrôlée par Slobodan Milošević.
Ce degré de contrôle est reflété dans les négociations tenues à divers moment entre les autorités croates et la RSK car la direction serbe sous Milošević est régulièrement consultée et prend fréquemment des décisions pour le compte de la RSK. L'accord d'Erdut qui met fin à la guerre est signé par un ministre de la RSK sur des instructions de Milošević,,. L'étendue du contrôle de la Serbie sur la fédération yougoslave et sur la RSK est mise en évidence lors du procès de Milošević au TPIY,,.
Les médias d'État serbes sont utilisés pour pousser au conflit et enflammer la situation. Pour cela, les médias falsifient délibérément les informations sur des événements qui n'ont jamais eu lieu ou déforment les informations pour justifier les actions de la RSK ou de la JNA. Ainsi, les médias rapportent que des Serbes ont été tués par la police croate lors des incidents à Pakrac même si à ce moment de la guerre, il n'y a eu encore aucun mort en Croatie. De même, ils rejettent les rapports des médias indépendants sur les incendies à Dubrovnik provoqués par l'artillerie de la JNA comme étant une ruse des Croates qui brûlent des pneus dans la ville.

### Après la guerre

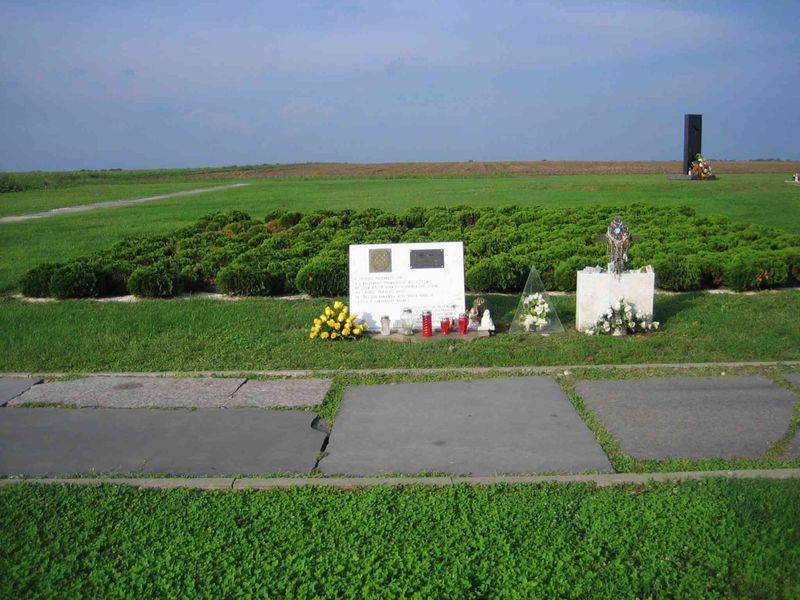
Le mémorial du massacre d'Ovčara à Vukovar, où le président serbe Boris Tadić exprima ses « excuses et ses regrets » pour le massacre de Vukovar en 1991.

Après la mise en place de l'accord d'Erdut qui met fin aux combats en 1995, les relations entre la Croatie et la Serbie s'améliorent graduellement. Les deux pays rétablissent des relations diplomatiques en 1996. Dans une affaire portée devant la Cour internationale de justice, la Croatie présente une plainte contre la république fédérale de Yougoslavie, le 2 juillet 1999, citant l'article IX de la convention pour la prévention et la répression du crime de génocide. Avec la transformation de la république fédérale de Yougoslavie en Serbie-et-Monténégro et la dissolution de ce pays en 2006, la Serbie est considérée comme son successeur légal. Le dossier est rédigé pour la Croatie par l'avocat américain David B. Rivkin. La Serbie réplique par une plainte pour génocide contre la république de Croatie, le 4 janvier 2010. Le dossier serbe couvre les disparus, les tués, les réfugiés, les expulsés, toutes les actions militaires, les camps de concentration ainsi que les rapports historiques concernant les persécutions de Serbes commises par l'État indépendant de Croatie durant la Seconde Guerre mondiale.
En 2010, la Croatie et la Serbie améliorent encore leurs relations grâce à un accord visant à résoudre les derniers problèmes posés par les réfugiés, à la visite du président croate Ivo Josipović à Belgrade et à celle du président serbe Boris Tadić à Zagreb et Vukovar. Durant leur rencontre à Vukovar, le président Tadić évoque ses « excuses et ses regrets » tandis que le président Josipović déclare qu'« aucun des crimes commis à cette époque ne serait impuni ». Ces déclarations sont faites lors d'une visite conjointe au mémorial d'Ovčara à proximité du site du massacre de Vukovar.

## Rôle de la communauté internationale
La guerre se développe à un moment où l'attention des États-Unis et du monde est tournée vers l'Irak, la Guerre du Golfe en 1991, lors d'une hausse des prix du pétrole et d'un ralentissement économique mondial. Par la suite, il semble que la montée de l'influence des idéologies nationalistes et séparatistes ait été contrebalancée par les politiques de laisser-faire en Europe et en Russie. Cela n'est pas unique aux Balkans car l'Occident refuse également d'intervenir au Rwanda en 1994.
En 1989, la communauté internationale tend à soutenir l'autorité du gouvernement yougoslave. L'ONU impose un embargo sur les armes à toutes les anciennes républiques yougoslaves privant les républiques sécessionnistes de l'armement (qui est principalement contrôlé par les forces serbes).
À la fin de l'année 1991, la reconnaissance officielle des nouveaux États de Slovénie et de Croatie ainsi que le statut de la république fédérale de Yougoslavie sont devenus un problème complexe pour les gouvernements étrangers. À la même période, les autres États nouvellement indépendants tels que la Lituanie, la Lettonie et l'Ukraine reconnaissent l'indépendance de la Slovénie. Dans le même temps, la Croatie et la Slovénie se reconnaissent mutuellement. La première reconnaissance officielle de la Croatie est faite par l'Islande le 19 décembre 1991. Ensuite, entre le 19 et le 23 décembre, d'autres pays européens dont l'Allemagne, la Suède et l'Italie annoncent leur reconnaissance de l'indépendance de la Croatie et de la Slovénie. La Communauté économique européenne dans son ensemble reconnait l'indépendance des deux républiques sécessionnistes le 15 janvier 1992.

## Filmographie

### Cinéma
- 1996 : Comment la guerre a commencé sur mon île de Vinko Brešan
- 1997 : Il carniere de Maurizio Zaccaro
- 2000 : Harrison's Flowers d'Elie Chouraqui

### Télévision

#### Documentaire
- (sr + hr) [vidéo][documentaire] « Vukovar - Final Cut », Janko Baljak, 2006, B92- sur le siège de Vukovar
- (hr) [vidéo][documentaire] « Oluja nad Krajinom ("A Storm above Krajina") », Božidar Knežević, 2001, Factum - sur l'Opération Storm
- [vidéo][documentaire] « The Death of Yugoslavia », Norma Percy, 1995, BBC - couvre l'effondrement de la Yougoslavie
- [vidéo][documentaire] « War for Peace », Srđa Pavlović, 2007 - sur le siège de Dubrovnik
- (hr) [vidéo][documentaire] « Hrvatska ljubavi moja ("Croatia, my Love") », Jakov Sedlar, 2006, Spot Studio - couvre les relations entre la Croatie et le TPIY
- (hr) [vidéo][documentaire] « Zaustavljeni glas ("Suspended voice") », Višnja Starešina, 2010, Interfilm - couvre le siège de Vukovar et la mort du journaliste Siniša Glavašević
- (sr) [vidéo][documentaire] « The Unit », Filip Švarm, Veran Matić, 2006, B92, Vreme - sur les "Bérets Rouges", une unité paramilitaire serbe
- (sr) [vidéo][documentaire] « Glave dole ruke na leđa  ("Heads Down, Hands on the Back") », Danica Vučenić, 2003, B92, ANEM - sur les camps de prisonniers en Serbi

#### Série
- [vidéo][série télévisée] « Urgences », NBC, 1994, ANEM - Le personnage du Dr Luka Kovač, joué par Goran Višnjić, qui apparaît pour la première fois en 1999 perdit son épouse et ses enfants durant la guerre. Ils furent tués lorsqu'un tir d'artillerie toucha leur maison.